# История Российской Федерации
Исто́рия Российской Федерации — часть истории России, охватывающая период с момента окончания распада СССР 26 декабря 1991 года по настоящее время.
Современное независимое Российское государство начало своё существование 25 декабря 1991 года, когда Совет Республик Верховного Совета СССР признал суверенитет новообразованных государств. Российская Федерация сохранила правопреемственность, постоянное членство в СБ ООН и ядерный арсенал СССР. Были проведены масштабные экономические реформы: Шоковая терапия и приватизация, несвоевременное и ошибочное исполнение которых привело к экономическому кризису и Дефолту 1998 года. Однако, после 2000 года, начался устойчивый экономический рост и развитие государства, вызванный ранее проведенными экономическими реформами, и экономической политикой премьер-министра Михаила Касьянова. В 2014 году после обострения гражданского противостояния и смены власти на Украине была осуществлена аннексия Крыма Российской Федерацией, что было резко негативно встречено многими странами Евросоюза и США вызвав экономические санкции с их стороны.

## Предыстория. Образование Российской Федерации в 1991 году

### Приход к власти Ельцина

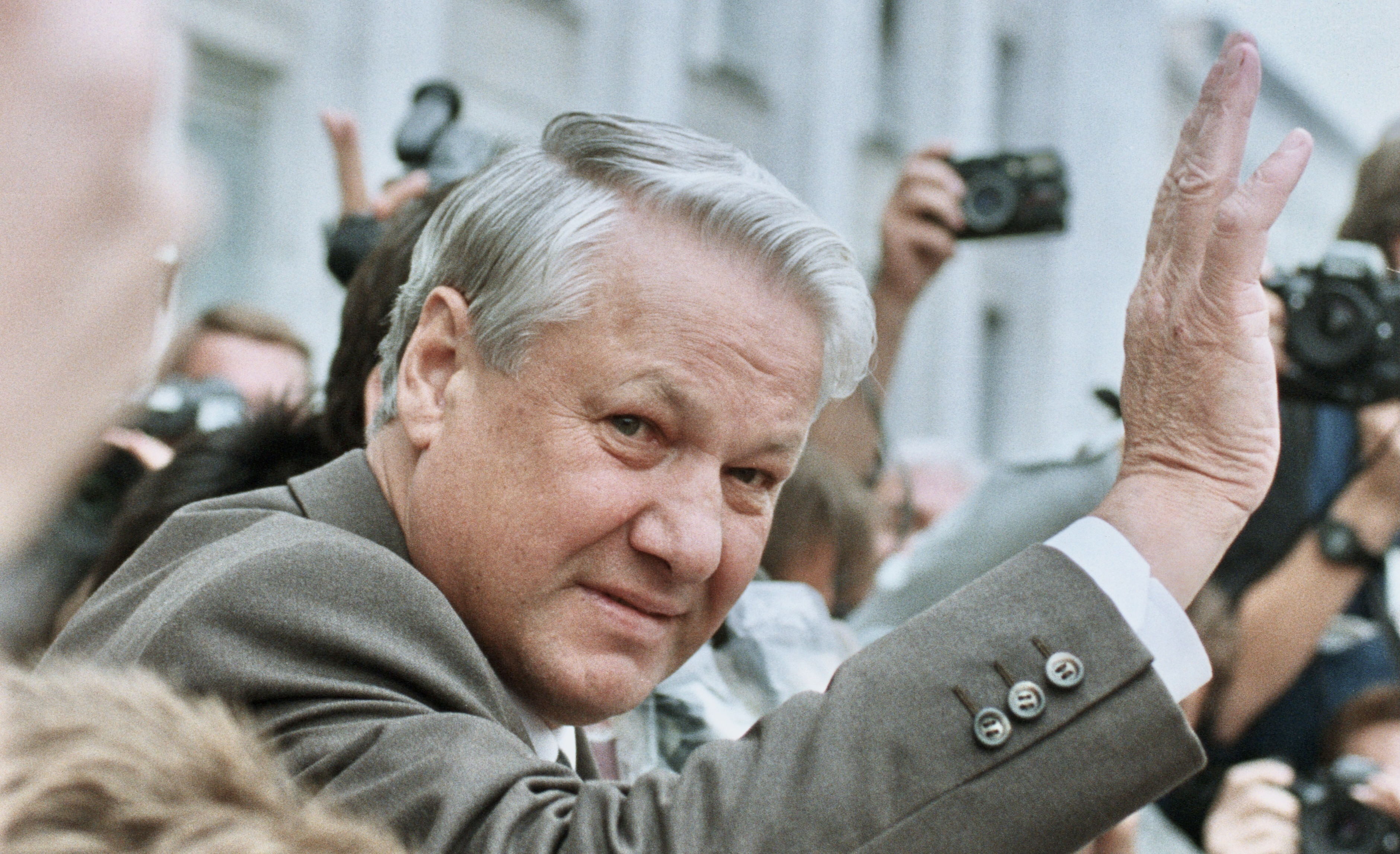
Борис Ельцин в августе 1991 года

Российская Федерация (РСФСР) была крупнейшей республикой в составе СССР, однако до 1990 года какой-либо существенной самостоятельностью не обладала.
29 мая 1990 года с третьей попытки и с перевесом в три голоса Б. Н. Ельцин избран Председателем Верховного Совета РСФСР.
Декларация о государственном суверенитете РСФСР была принята Съездом народных депутатов 12 июня 1990 года, провозгласив приоритет республиканских законов над союзными, но при этом подтвердив намерение России остаться в составе Советского Союза. Начался длительный конфликт между руководством РСФСР в лице Ельцина и союзным центром в лице М. С. Горбачёва. Российские власти проявляли все бо́льшую самостоятельность, причём зачастую их действия были продиктованы не чем иным, кроме как желанием уязвить союзное руководство (в частности, открытое поощрение Ельциным суверенизации автономий, что ставило под угрозу территориальную целостность самой России; отказ от перечисления налогов в союзный бюджет и т. п.).
На XXVIII съезде КПСС в июле 1990 года Ельцин вышел из партии, после чего в РСФСР началась постепенная декоммунизация: возвращаются исторические наименования городам (Калинин — Тверь, Горький — Нижний Новгород и т. п.), переименовываются некоторые улицы и станции метро в Москве. В декабре 1990 года после десятилетий официального атеизма Рождество Христово стало в РСФСР официальным праздником.
15 декабря 1990 года внесены изменения в Конституцию РСФСР 1978 года, в соответствии с которыми из неё исключены упоминания о социализме и закреплено право частной собственности. Тогда же в РСФСР принимаются собственные законы об основах нового экономического строя: «О банках и банковской деятельности» (02.12.1990), «О собственности в РСФСР» (24.12.1990), «О предприятиях и предпринимательской деятельности» (25.12.1990), «О конкуренции и ограничении монополистической деятельности на товарных рынках» (22.03.1991).
17 марта 1991 года был проведён всероссийский референдум, по итогам которого большинство населения РФ высказалось за сохранение СССР, а также был введён пост Президента РСФСР.
12 июня 1991 года в результате первых всенародных выборов Президентом РСФСР стал Б. Н. Ельцин, получив 45 552 041 голос избирателей, что составило 57,30 процентов от числа принявших участие в голосовании, и значительно опередив Николая Рыжкова, который, несмотря на поддержку союзных властей, получил всего лишь 16,85 процентов голосов. Вместе с Б. Н. Ельциным был избран вице-президент Александр Руцкой. 12 июня 1991 года мэрами Москвы и Ленинграда были избраны представители демократического движения — Г. Х. Попов и А. А. Собчак. После избрания основными лозунгами Б. Н. Ельцина стали борьба с привилегиями номенклатуры и поддержание суверенитета России в составе СССР. 10 июля 1991 года Б. Н. Ельцин принёс присягу на верность народу России и российской Конституции, и вступил в должность Президента РСФСР.

### ПутчГКЧП

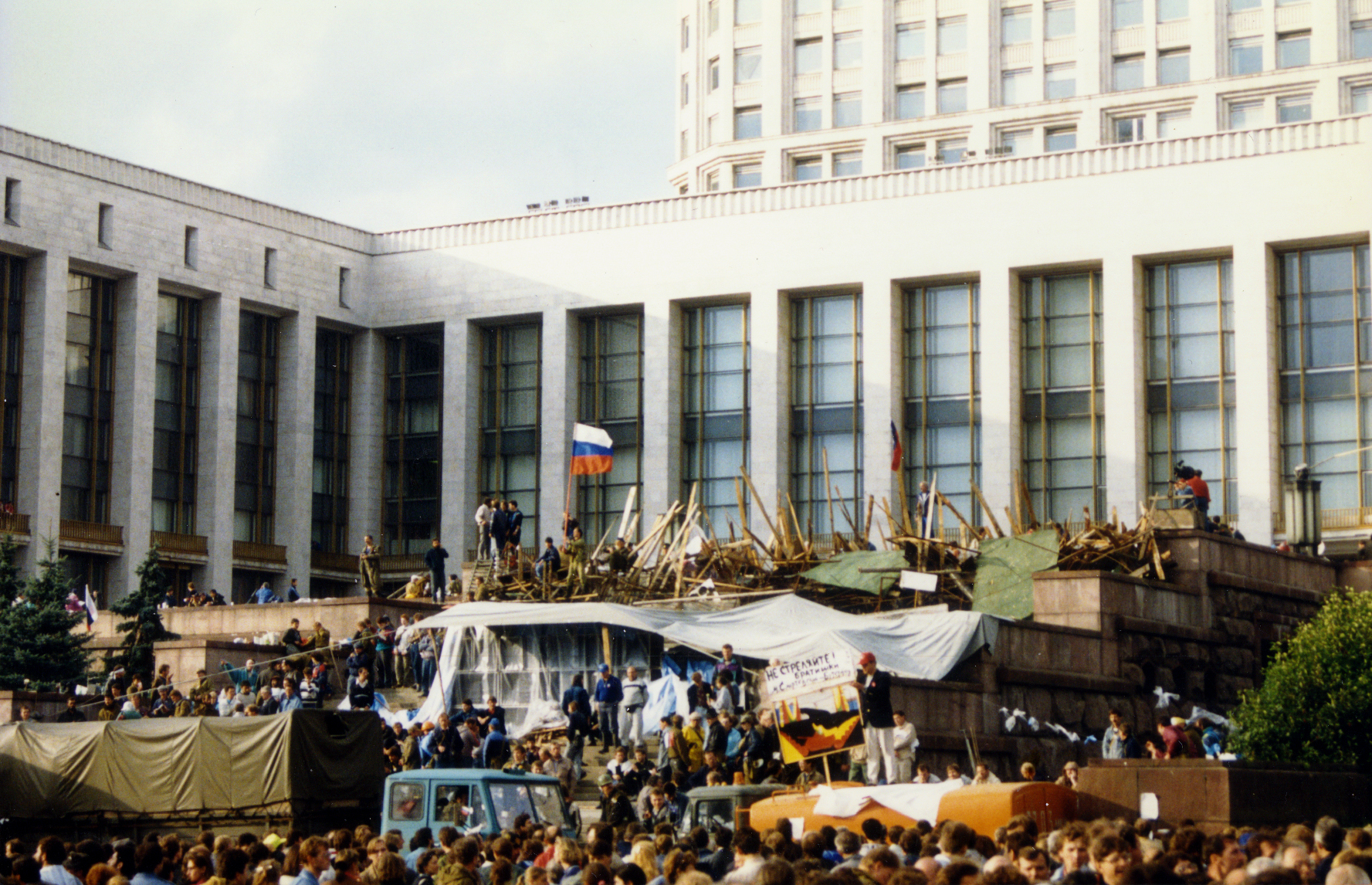
Баррикады у Белого дома во время путча, 1991 г.

Шли переговоры глав союзных республик СССР и их автономий с «союзным центром» (во главе с М. С. Горбачёвым) о создании вместо СССР Союза Советских Суверенных Республик (Союза Суверенных Государств). Подписание договора было сорвано консервативным крылом высокопоставленных лиц из советского правительства, 18 августа 1991 года создавших Государственный комитет по чрезвычайному положению (ГКЧП) и заявившими о невозможности Горбачевым исполнять обязанности Президента СССР «по состоянию здоровья»; эти события вошли в историю как «Августовский путч». 19 августа В Москву были введены войска и танки. Руководство РСФСР во главе с Президентом РСФСР Ельциным призвало граждан России к сопротивлению ГКЧП и всеобщей политической забастовке. В ходе трёхдневного противостояния между советским руководством, образовавшем ГКЧП и руководством РСФСР во главе с Президентом РСФСР Ельциным стало ясно, что армия не будет выполнять приказы ГКЧП. Столкнувшись с акциями протеста и массовым сопротивлением москвичей, переходом некоторых воинских частей на сторону защитников Белого дома, ГКЧП выводит 21 августа из Москвы военные подразделения и танки, что и стало его поражением. 22 августа 1991 года члены ГКЧП были арестованы, а руководство РСФСР, президент Ельцин и Верховный Совет РСФСР одерживают победу. После поражения ГКЧП и ареста его членов 22 августа 1991 года, «союзный центр» в лице Президента СССР Горбачёва стал стремительно терять власть, с конца августа начался демонтаж союзных политических и государственных структур. Сами члены ГКЧП утверждали, что действовали с согласия Горбачева. Поражение ГКЧП фактически привело к краху центральной власти СССР, переподчинению властных структур республиканским лидерам и ускорению распада Союза. В течение месяца после путча объявили о независимости одна за другой власти почти всех союзных республик. Некоторые из них для придания легитимности этим решениям провели референдумы о независимости. 6 сентября юридическую независимость обретают республики Прибалтики.

### Политические преобразования в РСФСР после августа 1991
После поражения ГКЧП Президент РСФСР Ельцин издал ряд указов, переподчинивших себе находящиеся на территории России союзные органы исполнительной власти, союзную армию, милицию, КГБ СССР. Ельцин переподчиняет себе, то есть переводит под юрисдикцию России множество союзных отраслей, министерств и ведомств.
Президент РСФСР и Верховный совет РСФСР предпринимают ряд шагов по укреплению власти в Российской Федерации. Указ Президента от 22 августа 1991 № 75 «О некоторых вопросах деятельности органов исполнительной власти в РСФСР», а также ряд нормативно-правовых актов, появившиеся после краха ГКЧП, предполагали следующий комплекс решений проблем организации системы исполнительной власти в Российской Федерации:
- введение в действие системы вертикального подчинения исполнительной власти;
- формирование нового механизма взаимодействия между Федеральными и региональными властями, предполагающего назначение главы администрации по согласованию с соответствующим советом с одновременным упразднением исполкомов, исполкомы советов всех уровней стали заменяться администрациями, председателей исполкомов заменили главами администраций;
- переход исполнительно-распорядительных функций от советов к назначаемым главам администраций;
- окончательное упразднение центральных, региональных и местных структур КПСС;
- создание прецедента освобождения от должности глав исполнительной власти регионов[6].

Исполнительно-распорядительные органы советов — исполкомы — стали упраздняться, вместо них стали создаваться администрации. Председателей исполкомов заменили главами администраций. Первый глава администрации был назначен 23 августа 1991 года в Краснодарском крае; им стал В. Н. Дьяконов. Упразднялись президиумы советов народных депутатов, советы народных депутатов разделялись на малые и большие советы. Усиливалась исполнительная ветвь власти, началось повсеместное оттеснение советов на второй план. В срочном порядке создавались новые институты: Администрация президента, институты глав администрации субъектов Федерации, представителей Президента, мэра.
До конца 1991 года новая система власти была введена во всех регионах РСФСР.
23 августа 1991 года Президент РСФСР Ельцин Б. Н. подписал указ «О приостановлении деятельности Коммунистической партии РСФСР». 23 августа в Москве милицией были опечатаны и заняты здания ЦК КПСС и МГК. 24 августа М. С. Горбачев сложил с себя полномочия Генсека ЦК КПСС и призвал ЦК самораспуститься. 25 августа 1991 года Б. Н. Ельцин издаёт указ «Об имуществе КПСС и Коммунистической партии РСФСР», на основании которого все недвижимое и движимое партийное имущество, включая денежные и валютные счета, становились государственной собственностью России. До конца года были упразднены партийные и комсомольские структуры, начали закрываться обкомы, горкомы, райкомы компартии, партийные архивы. 6 ноября 1991 года, накануне 74-й годовщины Октябрьской революции, Ельцин издал Указ о запрете деятельности КПСС и Компартии РСФСР, тем самым подведя окончательную черту под коммунистическим периодом истории страны. Но через год, 30 ноября 1992 года Конституционный суд Российской Федерации признал незаконным роспуск всей партии, законным был признан только лишь роспуск руководящих структур КПСС и руководящих структур её российской республиканской организации — КП РСФСР. КС установил, что указ Ельцина от 6 ноября 1991 года не распространяется на организационные структуры первичных парторганизаций КПСС, образованных по территориальному принципу.

### Начало радикальных экономических реформ

Национальный флаг РСФСР (22 августа — 1 ноября 1991 года); Государственный флаг Российской Федерации (1 ноября 1991 года — 25 декабря 1993 года)

28 октября — 2 ноября 1991 — продолжил работу V (внеочередной) Съезд народных депутатов РСФСР. В программном докладе на V Съезде народных депутатов РСФСР 28 октября 1991 Б. Н. Ельцин провозгласил программу радикальных экономических реформ, целью которых был переход к рыночной экономике с 1 января 1992 года.На Съезде избран Председатель Верховного Совета РСФСР — Р. И. Хасбулатов и его заместители. Принято постановление о социально-экономическом положении в РСФСР, одобрившее принципы радикальной экономической реформы и предоставившее Президенту Б. Н. Ельцину дополнительные полномочия для её осуществления.
6 ноября 1991 — Борис Ельцин возглавил правительство реформ России, его первым заместителем стал Геннадий Бурбулис, заместителем по экономике — Егор Гайдар, а по социальной политике — Александр Шохин. 6 ноября, президент подписал указ об отставке прежнего правительства и утвердил структуру нового. Обязанности премьер-министра Ельцин возложил на себя. Так родилось первое российское правительство реформ, получившее название правительство Ельцина-Гайдара. Егор Гайдар отвечал в должности зампреда кабинета министров за финансово-экономический блок, в 1992 году он стал первым вице-премьером, а затем и. о. премьера.

15 ноября, после формирования нового Правительства РСФСР, Ельцин подписал пакет из десяти президентских указов и правительственных распоряжений, которые намечали конкретные шаги в сторону рыночной экономики. Предполагалось объявить о либерализации цен с 1 декабря 1991 года. Однако затем под давлением других республик ещё формально существовавшего СССР, имевших общую рублёвую зону с Россией, либерализация цен была отложена сначала на 16 декабря 1991 года, а затем на начало января 1992 года. Основные направления экономической реформы правительства Ельцина — Гайдара: либерализация цен и отказ от их государственного регулирования, достижение финансовой стабилизации, подавление инфляций, создание устойчивой национальной валюты, достижение внутренней конвертируемости рубля, либерализация внешнеэкономической деятельности, приватизация государственной собственности и создание класса собственников.

### Завершение распада СССР. Образование Российской Федерации как независимого государства
Под руководством Б. Н. Ельцина в Российской Федерации велась работа по выработке собственного проекта преобразования СССР. В сентябре 1991 г. этим занимались советники Ельцина. 1 октября 1991 г. российский проект — «Стратегия России в переходный период» (известный ещё как «Меморандум Бурбулиса»), был представлен. Его главной мыслью было превращение РСФСР в независимое государство, которое станет на международной арене единственным наследником Советского Союза. Расчёт был на то, что Российская Федерация, обладая богатыми ресурсами и военной мощью, привлечет к себе другие республики и сможет вступить в интеграционные отношения с ними на благоприятных для себя условиях.
В середине октября российский парламент принял постановление, согласно которому решения союзных органов власти (в том числе возглавляемого Горбачевым Государственного Совета) для органов власти республики носили лишь рекомендательный характер. Ельцин подписал аналогичный указ о постановлениях Госплана.
В конце октября 1991 года Россия полностью прекратила перечислять налоги в союзный бюджет. 4 ноября 1991 года Ельцин выпустил указ, что российский бюджет и российский Центральный банк берут на себя полностью финансирование всего союзного бюджета и всех союзных органов.
14 ноября Госсовет принял Постановление ГС-13 «Об упразднении министерств и других центральных органов Государственн‌ого Управления СССР». По нему с 1 декабря 1991 года ликвидации подлежали 70 министерств и ведомств СССР. Прекращали своё существование ¾ союзных министерств, государственных комитетов и других органов государственного управления СССР. При этом уволены будут 36 тысяч человек.
27 ноября 1991 года опубликован Указ президента РСФСР «О реорганизации центральных органов государственного управления РСФСР», по которому свыше 70 союзных министерств и ведомств переводятся под российскую юрисдикцию.
Работа в рамках союзных органов власти над новым проектом союзного договора, между тем, возобновилась. 14 ноября 1991 г. Государственный совет СССР рассмотрел проект Договора о Союзе Суверенных Государств (ССГ). На заседании 25 ноября, которое проходило сложно из-за возражений по проектам, высказанных лидерами России, Белоруссии и Украины, он все-таки был одобрен. После заседания М. С. Горбачев назвал будущий союз «конфедеративным демократическим государством». 27 ноября проект был опубликован.
Однако 1 декабря 1991 г. на Украине прошёл референдум, 90,32 % участников высказались за независимость республики, и уже 2 декабря президент России заявил о признании независимости Украины.
3 декабря Верховный совет СССР одобрил проект Договора о Союзе Суверенных Государств, и президент СССР Горбачев обратился за его одобрением к верховным советам союзных республик. Этот шаг побудил противников Горбачева перейти к решительным действиям.

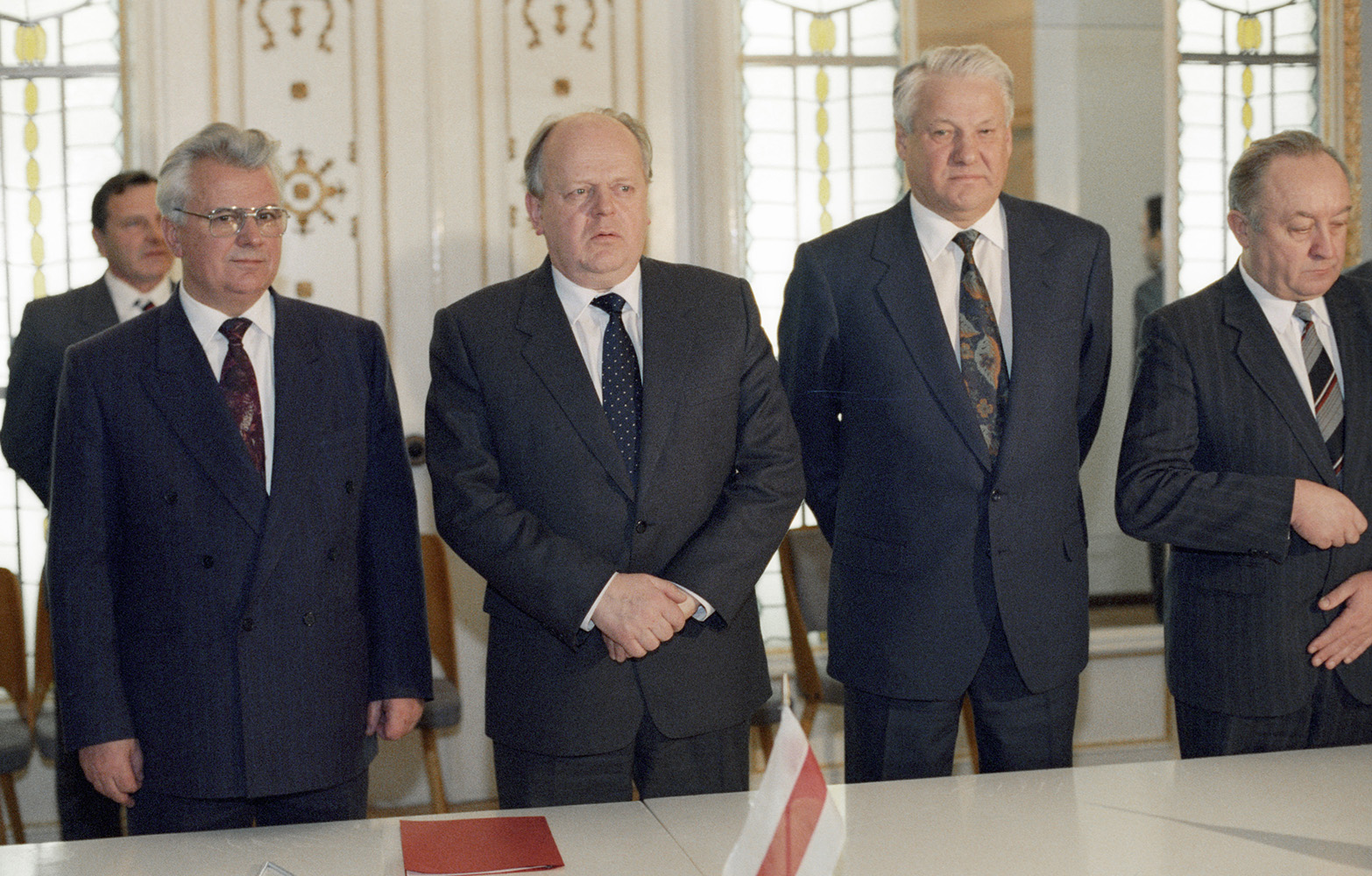
Леонид Кравчук (слева), Станислав Шушкевич (в центре), Борис Ельцин (второй справа) и Вячеслав Кебич (справа) после подписания Соглашения о создании СНГ. Вискули, Белоруссия, 8 декабря 1991 года.

8 декабря 1991 года президенты России, Украины и Председатель Верховного Совета Белоруссии объявили о невозможности создания конфедеративного Союза Суверенных Государств и о прекращении существования СССР; были подписаны Беловежские соглашения о создании Содружества независимых государств (СНГ).
12 декабря 1991 года Верховный совет РСФСР ратифицировал Беловежские соглашения. Российский парламент ратифицировал документ подавляющим большинством голосов: «за» — 188 голосов, «против» — 6 голосов, «воздержались» — 7. Законность данной ратификации вызвала сомнение у некоторых членов российского парламента, так как по Конституции (Основному Закону) РСФСР 1978 года рассмотрение данного документа находилось в исключительном ведении Съезда народных депутатов РСФСР, поскольку он затрагивал государственное устройство республики как части Союза ССР и тем самым влек за собой изменения в российскую конституцию.
Сразу после этого российский парламент денонсировал Договор об образовании СССР 30 декабря 1922 года (ряд экспертов считает, что денонсация этого договора была бессмысленной, так как он утратил силу как самостоятельный документ в 1924 году с принятием первой конституции СССР, став её основным разделом) и принял постановление об отзыве российских депутатов из Верховного Совета СССР. В своих мемуарах председатель ВС РСФСР Руслан Хасбулатов пишет, что на сессии Верховного совета РСФСР 12 декабря 1991 года так же было принято постановление о выходе Российской Федерации из состава СССР. Однако в стенограмме совместного заседания палат ВС РСФСР отсутствует информация о принятии такого документа.
16 декабря 1991 года Верховный Совет РСФСР принял постановление, по которому все имущество союзного парламента, включая Кремль, перешло в собственность парламента России.
17 декабря в Москве состоялась встреча Президента России Бориса Ельцина с госсекретарём США Джеймсом Бейкером. Выступая перед журналистами по завершении переговоров Ельцин заявил, что Россия обратилась к Соединённым Штатам с просьбой о дипломатическом признании. По его словам, крупнейшая республика бывшего Союза рассчитывает занять место СССР среди постоянных членов Совета Безопасности ООН.
18 и 19 декабря, опираясь на ратификацию Беловежских соглашений, Ельцин несколькими своими указами упразднил почти все оставшиеся исполнительные органы власти СССР: МИД СССР, МВД СССР, Центральную службу разведки, Межреспубликанскую службу безопасности, Комитет по оперативному управлению народным хозяйством.
19 декабря 1991 года стало известно о подготовке Указа Президента РСФСР Б. Ельцина № 292 «О передаче недвижимости и материальных ценностей некоторых органов бывшего Союза ССР на баланс Администрации Президента РСФСР и Госкомимущества РСФСР», согласно которому надлежало передать на баланс Государственного комитета РСФСР по управлению государственным имуществом по согласованию с Администрацией Президента РСФСР имущество Аппарата Президента СССР и Межгосударственного экономического комитета, а также здания, сооружения, предприятия, организации и учреждения, финансовые средства остальных органов бывшего Союза ССР на всей территории Российской Федерации. Фактически, происходила передача всего союзного имущества и союзных органов власти в ведение республиканского руководства России.
21 декабря 1991 к беловежскому соглашению о создании СНГ присоединились Азербайджан, Армения, Казахстан, Киргизия, Молдавия, Таджикистан, Туркменистан, Узбекистан. Эти республики подписали в Алма-Ате совместно с Белоруссией, Россией и Украиной Декларацию о целях и принципах СНГ и протокол к соглашению о создании СНГ (от участия в СНГ уклонились Грузия, Латвия, Литва и Эстония).
24 декабря Президент РСФСР Борис Ельцин проинформировал Генерального секретаря Организации Объединённых Наций о том, что РСФСР продолжает членство СССР во всех органах ООН (в том числе членство в Совете Безопасности ООН). Таким образом, Россия считается первоначальным членом ООН (с 24 октября 1945 года) наряду с Украиной (УССР) и Белоруссией (БССР).
25 декабря 1991 в 19 часов 38 минут Президент СССР М. С. Горбачев ушёл в отставку, и над 1-м корпусом Московского Кремля произошла смена флага СССР на российский триколор.
В тот же день Верховный совет РСФСР принял Закон об изменении наименования государства: РСФСР была переименована в Российскую Федерацию (Россию), что в 1992 году было отражено в Конституции РСФСР (см. Наименования Российского государства#Российская Федерация).
26 декабря 1991 года Верховный Совет СССР провёл своё последнее заседание в здании Кремля, над которым уже не развевался красный советский флаг. Верховный Совет СССР в ходе последнего заседания принял декларацию об упразднении СССР и самораспустился.
После прекращения существования СССР 26 декабря 1991 года Российская Федерация (РСФСР) стала независимым государством и была признана международным сообществом как государство-правопреемник СССР.
По данным пресс-службы российского правительства на 26 декабря 1991 года, к этому дню Российскую Федерацию в качестве независимого государства признали 40 стран, в том числе 12 государств — членов Европейского сообщества, Китай, Куба, Пакистан, Швеция, 3 бывшие союзные республики — Казахстан, Армения и Литва.
В апреле 1992 года Съезд народных депутатов РСФСР трижды отказался ратифицировать беловежское соглашение и исключить из текста российской конституции упоминание о конституции и законах СССР, что впоследствии стало одной из причин противостояния Съезда народных депутатов с президентом Ельциным, которое в дальнейшем привело к политическому кризису в сентябре — октябре 1993 года. Конституция СССР и законы СССР продолжали упоминаться в статьях 4 и 102 Конституции Российской Федерации — России (РСФСР) 1978 года вплоть до 25 декабря 1993 года, когда вступила в силу принятая всенародным голосованием Конституция Российской Федерации, которая не содержала упоминания о Конституции и законах Союза ССР.
Конституционно статус России как правопреемницы Союза ССР был закреплён лишь в при внесении поправок в Конституцию РФ в 2020 году и их утверждения в ходе Всероссийского голосования.
В сентябре 1992 года группа народных депутатов РСФСР во главе с Сергеем Бабуриным направила в Конституционный суд Российской Федерации ходатайство о проверке конституционности постановлений Верховного Совета РСФСР от 12 декабря 1991 года «О ратификации Соглашения о создании Содружества Независимых Государств» и «О денонсации Договора об образовании СССР». Это обращение так и не было рассмотрено из-за событий сентября-октября 1993 года (накануне этих событий суд готовился к рассмотрению этого ходатайства).

## 1990-е годы

#### Национально-государственное строительство России в 1991-1993 годах
С конца 1991 г. на международной политической арене появилось новое государство — Россия (Российская Федерация). В его составе находились 89 регионов, включая 21 автономную республику. Руководству России предстояло продолжить курс на демократическое преобразование общества и создание правового государства. Встала задача формирования основ новой государственности.
Осенью — зимой 1991—1992 гг. Россия столкнулась с первостепенно важными задачами государственного строительства.
Страна имела не сформированный полностью административный аппарат. Началась долгая и трудная перегруппировка кадров и целых структур из аппарата союзного уровня. В целом ряде случаев пришлось формировать новые органы власти.
У России не было границ, подтвержденных договорами с соседними государствами, не было таможенной и пограничной служб. Бывшие союзные республики, имевшие когда-то административные границы с РСФСР в рамках СССР, теперь пожелали пересмотреть их в свою пользу: Эстония и Латвия заявляли о претензиях на часть территорий Псковской области. Вместе с тем в России многие известные политики и общественные деятели ставили под сомнение право Украины на Севастополь.
7 мая 1992 г. Президент России Б.Н. Ельцин подписал указ о создании российских Вооруженных сил. До этого момента у России официально не было армии и флота. Серьезный спор возник из-за раздела Черноморского флота между Россией и Украиной.
В 1992—1993 годах в ходе реформ в России произошло создание и развитие новых российских государственных институтов: создание российской армии, произошло взятие под контроль и упорядочение государственной границы России, создание таможенной службы, перестройка налоговой службы, проведение административной реформы, создание Совета безопасности России, развитие судебной системы, в первую очередь, арбитража, перевод под российскую юрисдикцию посольств и других загранинститутов, а также зарубежной собственности СССР.

#### Демонтаж социалистической системы и экономический кризис
2 января 1992 года с либерализации цен в России начинается радикальная экономическая реформа. Уже в первые месяцы года рынок стал наполняться потребительскими товарами (преимущественно импортными),

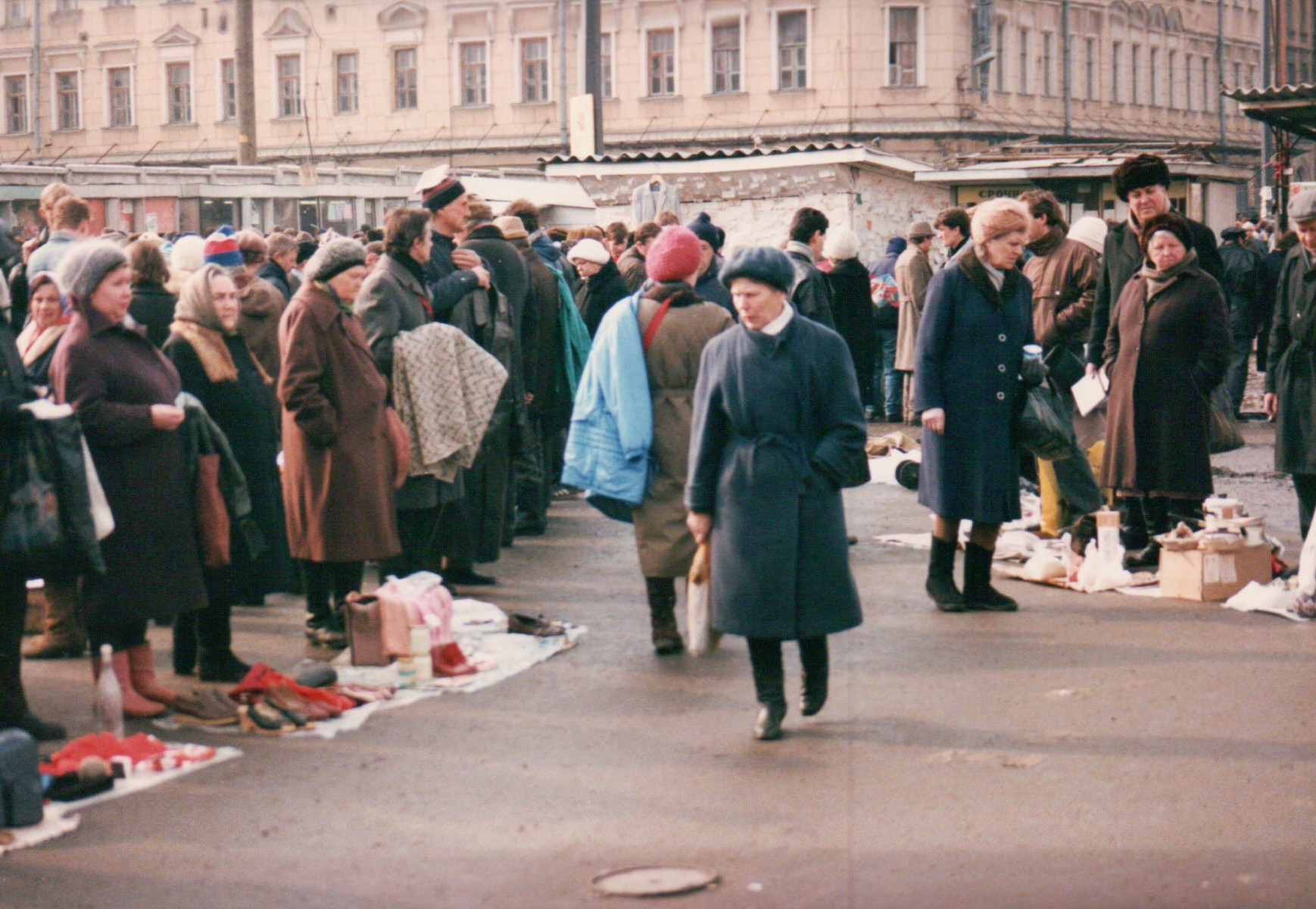
Уличная торговля в Ростове-на Дону, 1992 год

С апреля 1992 года Центробанк начал осуществлять масштабную выдачу кредитов сельскому хозяйству, промышленности, бывшим советским республикам и эмиссию для покрытия дефицита бюджета. Это привело к взлёту инфляции осенью, которая по итогам 1992 года составила 2600 % и тем самым ликвидировала все сбережения советского периода.
В 1992 году одновременно с либерализацией внутренних цен была произведена либерализация внешней торговли. Она была осуществлена задолго до того, как внутренние цены пришли к равновесным значениям. Как следствие, продажа некоторых сырьевых ресурсов (нефти, цветных металлов, топлива) в условиях низких экспортных тарифов, разницы внутренних и мировых цен, слабого контроля на таможне, стала сверхприбыльной. Другим следствием либерализации торговли стал поток дешёвых импортных потребительских товаров, устремившийся на российский рынок. Этот поток привёл к обрушению отечественной лёгкой промышленности.
Летом 1992 года началось осуществление программы приватизации. К тому времени в результате проведённой либерализации цен российские предприятия остались практически без оборотных средств. Реформаторы стремились провести приватизацию максимально быстро, потому что главной целью приватизации они видели не создание эффективной системы хозяйствования, а формирование слоя собственников как социальной опоры реформ. «Обвальный» характер приватизации предопределил её практически бесплатный характер и массовые нарушения законодательства.
С развитием рыночных отношений в РФ появились первые долларовые миллиардеры, в мировом рейтинге по количеству миллиардеров (2015) Россия занимает пятое место: 88 человек; Согласно исследованию Global Wealth Report (2016), которое проводит банк Credit Suisse, РФ вышла на третье место в мире (96 человек) уступая только США и Китаю.
В результате распада СССР произошло разрушение многих существовавших производственных цепочек, что стало серьёзным ударом по экономике России. На территории новых независимых государств оказалось большинство незамерзающих портов, значительная часть морского торгового флота, крупные участки бывших союзных трубопроводов, значительное число высокотехнологичных предприятий (в том числе АЭС). Экономика погрузилась в глубокую депрессию, последствия которой ощутимы до сих пор.

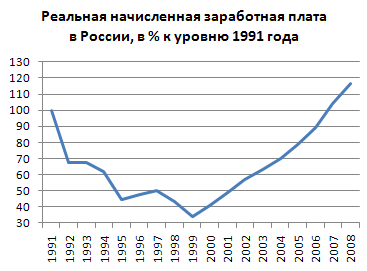
Динамика реальной начисленной заработной платы в России в 1991—2008 годах, в % к уровню 1991 года

В стране начался резкий рост бедности и социального неравенства. По оценкам Всемирного банка, лишь 1,5 % населения России жили в бедности в 1988 году, однако уже в середине 1993 года в бедности жили от 39 % до 49 % населения.
Основные показатели российского бюджета, стратегия экономического развития страны в данный период разрабатывались МВФ и Всемирным банком, которые ставили выполнение российским руководством заданных ими показателей в качестве условия получения новых кредитов, иногда указания по российскому бюджету поступали напрямую от министерства финансов США. Некоторые исследователи (Пол Робертс) полагают, что неолиберальная экономическая политика РФ, сформированная под влиянием США, была рассчитана на закрепление России в качестве страны третьего мира и поставщика сырьевых ресурсов для Запада. В культурном аспекте, некоторыми исследователями отмечается политика дискредитации героев российской истории в российском информационном пространстве, пропаганды цивилизационного превосходства Запада, его политической, экономической и культурной гегемонии параллельно с попытками девальвации значимости исторического опыта развития России.
В данный период многими исследователями отмечается увеличение количества независимых СМИ, большая свобода мнений по сравнению с предыдущими этапами российской истории и практически полное отсутствие какой-либо цензуры, с другой стороны, с 1993 по 1999 гг. в России было убито 162 журналиста, при этом в данный список не входят погибшие в результате криминальных убийств директора СМИ.
Отсутствие правовой защиты секретных технологий способствовало их массовой передаче за рубеж. Обороноспособность страны в данный период резко снизилась в результате снижения воинской дисциплины и резком росте воинских преступлений, многократного сокращения реального бюджета обороны, что привело к задержкам зарплат военнослужащим, деградации оборонно- промышленного комплекса, фактической остановке закупок новой техники и почти полному прекращению военных учений, потере контроля над военной инфраструктурой в независимых государствах стран бывшего СССР, сокращению боевого состава Вооружённых сил.

Система здравоохранения также пришла в упадок. С 1992 года в стране наблюдается естественная убыль населения (см. Демографический кризис в Российской Федерации). 

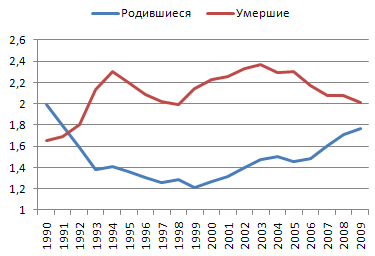
Динамика численности родившихся и умерших в России в 1990—2009 годах

Тем не менее, ряд экономистов полагает, что причиной экономического подъёма в России (и других странах бывшего СССР) начиная с 1999 года является, прежде всего, переход от плановой к рыночной экономике, осуществлённый в 1990-е годы.

#### Обновление федеративного устройства
В мае 1991 года республики в составе РСФСР перестали быть автономными, а спустя год некоторые автономные округа приобрели статус республик.
В течение 1992 года происходило переименование многих регионов, а также обновление самой федеративной структуры России.
31 марта 1992 года республики Российской Федерации (РСФСР), за исключением Татарстана и Чеченской Республики (Ичкерия), отсоединившейся от Чечено-Ингушской Республики, руководствуясь Декларацией о государственном суверенитете РСФСР подписали «Договор о разграничении предметов ведения и полномочий между федеральными органами государственной власти Российской Федерации и органами власти суверенных республик в составе Российской Федерации». Это было необходимо для урегулирования конфликта между общероссийским законодательством и декларациями о государственном суверенитете республик в составе Российской Федерации. Специальным протоколом к договору оговаривалось, что республики должны были быть представлены в одной из палат высшего законодательного органа России не менее чем 50 процентами мест.
В тот же день были подписаны «Договор о разграничении предметов ведения и полномочий между федеральными органами государственной власти Российской Федерации и органами власти краев, областей, городов Москвы и Санкт-Петербурга Российской Федерации» и «Договор о разграничении предметов ведения и полномочий между федеральными органами государственной власти Российской Федерации и органами власти автономной области, автономных округов в составе Российской Федерации».
Все три договора вместе именовались как Федеративный договор. Он был утверждён Постановлением Съезда народных депутатов Российской Федерации от 10 апреля 1992 года «О Федеративном договоре». Законом Российской Федерации от 21 апреля 1992 года № 2708-I «Об изменениях и дополнениях Конституции (Основного Закона) Российской Советской Федеративной Социалистической Республики» положения Федеративного договора были включены в конституцию. Данные положения ввели основные принципы федерализма в России. 

#### Конституционный кризис и конституционная реформа 1993 года
Радикальные реформы, в результате которых значительная часть страны обнищала, вызвали сопротивление Съезда народных депутатов и Верховного Совета России, которое возглавили председатель Верховного Совета Руслан Хасбулатов и вице-президент Александр Руцкой.
25 апреля 1993 года состоялся всероссийский референдум, который включал 4 вопроса:
1. Доверяете ли Вы президенту Российской Федерации Б. Н. Ельцину? (58,7 % за)
2. Одобряете ли Вы социально-экономическую политику, осуществляемую президентом Российской Федерации и правительством Российской Федерации с 1992 года? (53,0 % за)
3. Считаете ли Вы необходимым проведение досрочных выборов президента Российской Федерации? (49,5 % за)
4. Считаете ли Вы необходимым проведение досрочных выборов народных депутатов Российской Федерации? (67,2 % за)
В референдуме приняли участие 64,05 % избирателей[67][68][69][70].

Официальные итоги референдума были таковы: По первому и второму вопросам решения приняты, так как за них проголосовало более половины граждан, принявших участие в референдуме. По третьему и четвёртому вопросам решения не приняты, так как за них проголосовало менее половины граждан, имеющих право участвовать в референдуме (согласно действовавшему законодательству, для принятия решения по двум последним вопросам необходимо было набрать большинство голосов от общего числа избирателей). Таким образом, референдум не смог разрешить политический кризис.

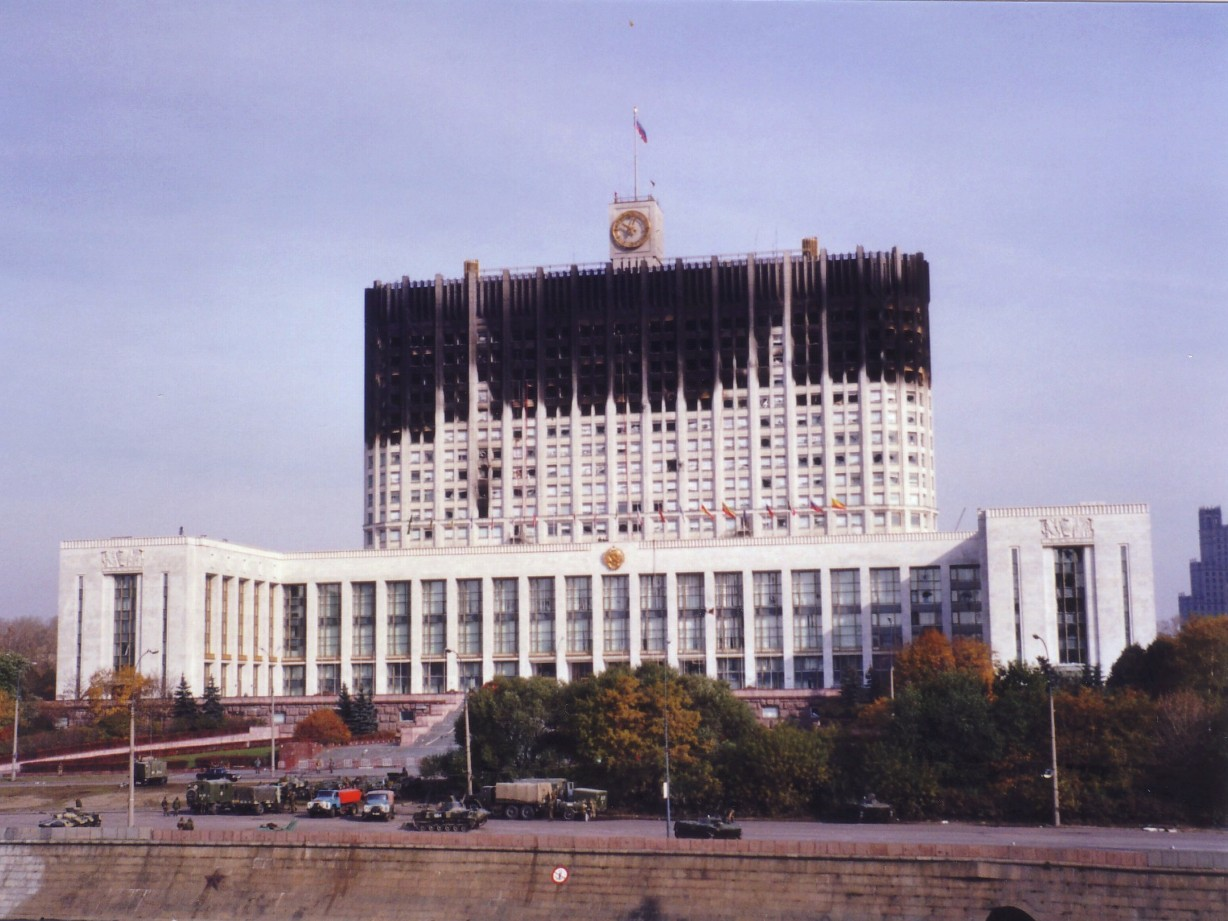
Дом Советов после обстрела из танковых орудий 4 октября 1993 года

В результате Ельцин 21 сентября 1993 года издал указ о роспуске Съезда и парламента, который был признан антиконституционным и являлся основанием для отрешения Ельцина от должности президента. Исполняющим обязанности президента был объявлен Александр Руцкой, обострился конституционный кризис, вылившийся в вооружённое восстание, в ходе которого протестующие («народно-патриотические силы», по версии одних, и «красно-коричневые», по версии других) разблокировали парламент и под руководством отставного генерала Альберта Макашова и лидера РНЕ Александра Баркашова взяли штурмом здание мэрии Москвы (бывшее здание СЭВ), откуда милиция вела огонь по демонстрантам, прорывавшим оцепление. Затем сторонники Верховного Совета отправились к телецентру Останкино с целью предоставления им эфира. По невыясненным до конца причинам, бойцы спецотряда «Витязь», находившиеся в здании телецентра, открыли огонь по сторонникам парламента. Затем Ельцин ввел войска в Москву, после танковых залпов по Дому Советов находившиеся в нём вооружённые люди, Руцкой и Хасбулатов сдались. Вслед за роспуском Съезда народных депутатов и Верховного Совета последовало издание ряда указов Президента, в соответствии с которыми нижестоящие Советы народных депутатов были распущены или преобразованы в региональные и муниципальные парламенты, тем самым остатки советской системы власти, утверждённой в 1917 году, были окончательно упразднены.
Ельцин инициировал референдум 12 декабря 1993 года, на котором была принята новая конституция России, установившая новые основы построения российской государственности после распада СССР: Президент получил широкие полномочия, вместо Верховного совета учреждался двухпалатный парламент, состоящий из Государственной думы и Совета Федерации, получал практическую реализацию принцип разделения властей (формально закреплён ещё в советской Конституции законом от 21 апреля 1992 года, но в полной мере он реализован не был), все российские регионы получали статус субъектов федерации. Параллельно референдуму по принятию Конституции проходят первые выборы в Государственную думу, в результате которых неожиданно наилучший результат показывает партия ЛДПР, и выборы в Совет Федерации.

### Первая чеченская война
Первая чеченская война — боевые действия между войсками России (ВС и МВД) и непризнанной Чеченской Республикой Ичкерия в Чечне, и некоторых населённых пунктах соседних регионов российского Северного Кавказа, с целью взятия под контроль территории Чечни, на которой в 1991 году была провозглашена Чеченская Республика Ичкерия.
Официально конфликт определялся, как «меры по поддержанию конституционного порядка», военные действия назывались «первой чеченской войной», реже «российско-чеченской» или «русско-кавказской войной». Конфликт и предшествующие ему события характеризовались большим количеством жертв среди населения, военных и правоохранительных органов, отмечались факты этнических чисток нечеченского населения в Чечне.
После кровопролитного взятия Грозного в начале 1995 года, федеральные войска установили контроль над равнинной Чечнёй, однако в августе 1996 года, после внезапной атаки сепаратистов на Грозный, были подписаны Хасавюртовские соглашения, в результате чего федеральные войска были выведены из Чечни. Де-факто Чечня стала независимой вплоть до Второй чеченской войны. Кавказ стал источником постоянной террористической угрозы для России.

### Президентские выборы 1996 года
В 1996 году на президентских выборах Борис Ельцин, сумел победить в двух турах лидера коммунистов Геннадия Зюганова. Это был единственный раз в истории России, когда для выявления победителя потребовался второй тур. Выборы сопровождались широкими скандалами.

### 1990-е годы в экономике России
В 1990-х годах экономика страны пережила глубокий спад, сопровождавшийся всплеском инфляции, снижением инвестиций, нарастанием внешнего долга, бартеризацией экономики, кризисом неплатежей, уменьшением доходов населения и многими другими негативными явлениями. В период десятилетия был осуществлён ряд экономических реформ, в том числе либерализация цен и внешней торговли, массовая приватизация. Одним из результатов реформ стал переход экономики страны от плановой к рыночной.
В 1990-е годы определился и рост разрыва в экономическом развитии регионов страны.
Многие цели и методы экономической политики властей, проводившейся в 1990-е годы, формировались исходя из указаний международных финансовых организаций, в первую очередь МВФ. Особенности экономической политики 1995—1998 годов:
- В качестве основной антиинфляционной меры использовалось сокращение денежного предложения, в том числе за счёт массовых невыплат зарплат и пенсий, невыполнения обязательств по госзаказу и перед бюджетными организациями;
- Применение завышенного курса рубля с целью сокращения инфляции;
- Финансирование дефицита госбюджета за счёт наращивания государственного долга. Причём объёмы привлечения денежных средств постоянно увеличивались. Так, объём размещения ГКО-ОФЗ вырос со 160 млрд рублей в 1995 году до 502 млрд рублей в 1997 году. Нужный объём спроса на государственные ценные бумаги поддерживался за счёт сохранения относительно высоких ставок процентов, а также за счёт привлечения спекулятивного иностранного капитала. Ориентация на последний потребовала снятия большей части ограничений на вывоз капитала;
- Сохранение высоких налоговых ставок для поддержания доходов госбюджета.

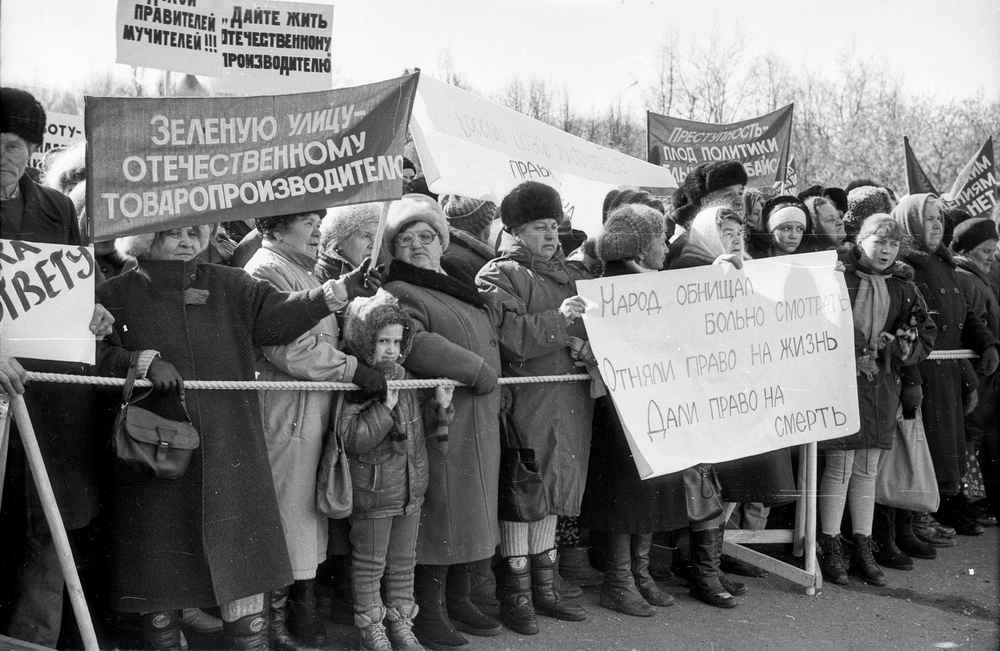
Митинг в Переславле-Залесском в 1997 г. Лозунги на плакатах: «Зелёную улицу — отечественному товаропроизводителю», «Народ обнищал, больно смотреть: отняли право на жизнь, дали право на смерть», «Преступность — плод политики Ельцина, Чубайса», «Долой правителей-мучителей!», «Дайте жить отечественному производителю»

Экономическая политика, проводившаяся в 1995—1998 годах, была в целом неудачной. Хотя темпы инфляции снизились, это не привело к росту инвестиций и запуску процесса модернизации экономики. Государство, применяя сомнительные методы противодействия инфляции и превратившись в крупнейшего нарушителя финансовых обязательств, внесло большой вклад в поддержку высокого уровня недоверия в экономике, что сильно препятствовало инвестиционной активности. Следствием применения завышенного курса рубля стало снижение конкурентоспособности отечественных производителей. Следствием чрезмерного снижения денежного предложения — бартеризация экономики, массовые неплатежи и т. п. явления.
Финансирование бюджетного дефицита за счёт заимствований на финансовых рынках также имело ряд негативных последствий для экономики. В частности, высокая прибыльность операций с государственными ценными бумагами оттягивала финансовые ресурсы из реального сектора экономики в финансовый сектор. Ориентация расходов госбюджета на рефинансирование государственных ценных бумаг значительно сужала возможности государства по поддержанию социальной сферы и экономики страны. Кроме того, резкий рост госдолга приводил к значительному увеличению рисков, связанных с колебаниями курсов ценных бумаг и курса российского рубля. Либерализация международных операций с валютой ослабляла защиту экономики страны от внешнего давления на российский рубль и от утечки капиталов.
В процессе приватизации середины 90-х произошло сильное расслоение общества. Так, различия в доходах 20 % самых богатых и 20 % самых бедных россиян изменились с 3,3 раз в 1980-е годы до 8,1-8,5 в 1995—2004, а коэффициент фондов в 2004 году достиг 14,8. Передача крупных государственных предприятий в частные руки было зачастую обусловлено не экономическими, а политическими соображениями реформаторов и осуществлялось по сильно заниженным ценам. Сто сорок пять тысяч государственных предприятий было передано новым владельцам по общей стоимости всего в один миллиард долларов. В то же время, ряд исследований показали рост эффективности некоторых приватизированных предприятий по сравнению с государственными.
Следствием проводившейся в 1995—1998 годах макроэкономической политики стали, в частности, спад производства и значительный отток капитала из страны.

### Дефолт 1998 года
Экономический кризис 1998 года в России был одним из самых тяжёлых экономических кризисов в истории России.
Основными причинами экономического кризиса были: огромный государственный долг России, кризис ликвидности, низкие мировые цены на сырьё, составлявшее основу экспорта России, строительство финансовой пирамиды ГКО (государственные краткосрочные облигации), закономерно рухнувшей на определённом этапе своего развития. Внешним проявлением экономического кризиса стал технический дефолт, объявленный Правительством РФ 17 августа 1998 года.
Одновременно произошёл политический кризис: вскоре после дефолта ушли в отставку премьер-министр Сергей Кириенко и глава ЦБ РФ Сергей Дубинин. Новым премьером был утверждён Евгений Примаков, а руководителем ЦБ — Виктор Геращенко.
Последствия технического дефолта серьёзно повлияли на развитие экономики и страны в целом. Курс рубля по отношению к доллару упал за полгода более чем в 3 раза — c 6 рублей за доллар перед дефолтом до 21 рубля за доллар 1 января 1999 года. Обесценение рубля существенным образом повлияло на развитие экономики, как отрицательно, так и положительно. Негативные результаты состояли в том, что было подорвано доверие населения и иностранных инвесторов к российским банкам и государству, а также к национальной валюте. Разорилось большое количество малых предприятий, лопнули многие банки. Банковская система оказалась в коллапсе минимум на полгода. Население потеряло значительную часть своих сбережений, упал уровень жизни.

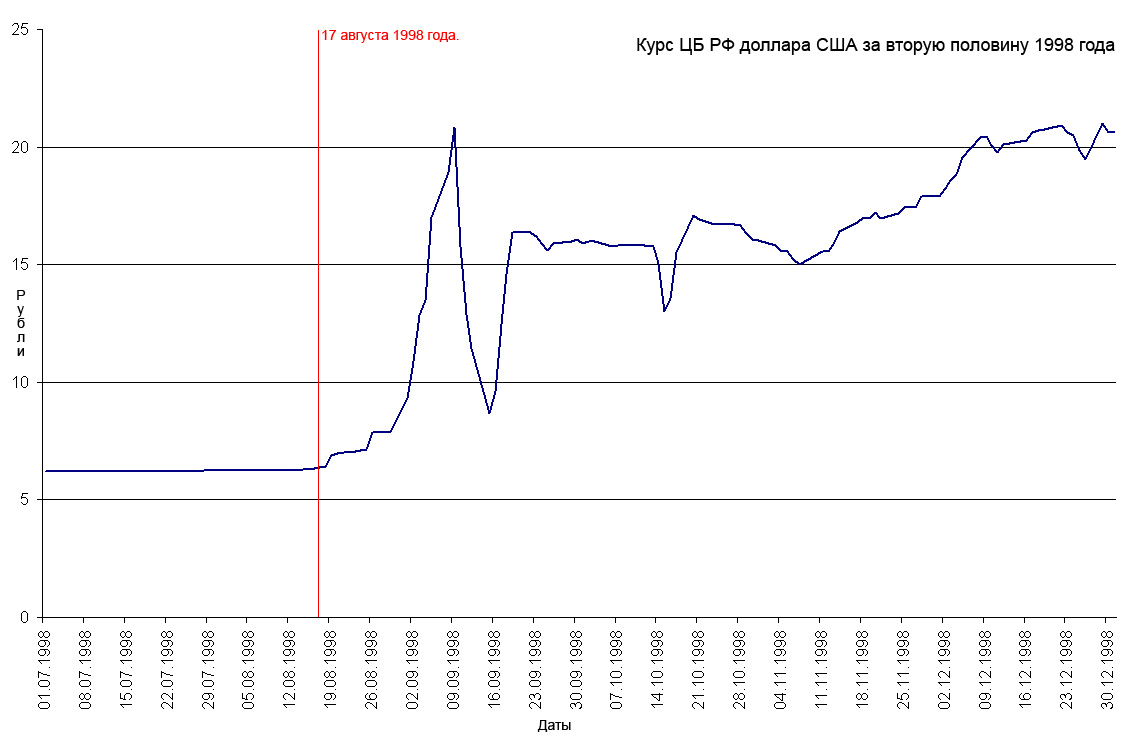
Курс доллара США по отношению к рублю за вторую половину 1998 года

Вместе с тем, шок, который испытала экономика в результате дефолта оказал положительное влияние на её развитие: возросла экономическая эффективность экспорта, то есть экспортноориентированные предприятия получили дополнительные преимущества в конкурентной борьбе на внешнем рынке; предприятия, производящие продукцию для внутреннего рынка, повысили свою конкурентоспособность за счёт того, что иностранная продукция резко возросла в цене; произошли многие структурные изменения в экономике. Спад, хотя и тяжёлый, был кратковременным и вскоре сменился масштабным экономическим ростом. В числе факторов перехода к росту были изменения в экономической политике властей, произошедшие после дефолта.
В частности, было признано неэффективным использование завышенного курса рубля в качестве антиинфляционной меры и курс рубля стал фактически полностью формироваться рынком. Хотя это привело к краткосрочному всплеску цен, в остальном же данная мера оказала положительное влияние на российскую экономику. Российские предприятия, несущие затраты в рублях, стали более конкурентоспособными как на мировом, так и на внутреннем рынке. Кроме того, свободное формирование курса рубля облегчило накопление валютных резервов ЦБ РФ, что повысило стабильность финансовой системы страны.
Также было смягчено монетарное регулирование. Власти полностью отказались от практики ограничения денежного предложения за счёт невыплат зарплат, пенсий, а также невыполнения обязательств по госзаказу и т. п. Так, с III квартала 1998 года по I квартал 2000 года объём задолженности по зарплатам бюджетникам сократился почти в три раза. Это способствовало нормализации ситуации в финансовой сфере и росту доверия к действиям государства.
В постдефолтные годы значительно повысилась бюджетная дисциплина. Федеральный бюджет на 1999 год был принят с дефицитом в 2,5 % ВВП (для бюджета на 1998 год аналогичный показатель составлял 4,7 % ВВП). Было также решено отказаться от финансирования дефицита госбюджета за счёт крупных заимствований, поскольку данная мера с одной стороны не даёт нужного антиинфляционного эффекта, а с другой стороны подрывает стабильность экономики. Следствием этого стало снижение прибыльности инвестирования в ценные бумаги и соответственно повышение привлекательности вложений в реальный сектор экономики, что способствовало возобновлению роста производства.
Действенной антикризисной мерой, осуществлённой российским правительством в первое время после дефолта, стало сдерживание роста цен на продукцию естественных монополий (электроэнергетики, ж/д транспорта и т. д.). В результате темпы повышения этих цен почти в два раза отставали от темпов инфляции по экономике в целом. Это стало дополнительным толчком экономическому росту и способствовало замедлению инфляции.

### Приход к власти Путина
В конце своего правления президент Борис Ельцин и его окружение озаботились выбором преемника Борису Ельцину на посту президента. Ельцин и его олигархическое окружение озаботились проблемой своей безопасности и сохранения накопленных финансов после ухода Ельцина с поста президента. Для подбора преемника была проведена серия смен председателей правительства РФ. В 1999 году Ельцин и близкие олигархи остановились на кандидатуре бывшего директора ФСБ Владимира Путина. 31 декабря 1999 года Борис Ельцин в своём новогоднем обращении объявил о досрочном уходе в отставку, и назначении на пост исполняющего обязанности президента премьер-министра Владимира Путина.

#### Взрывы жилых домов в сентябре 1999 года
С 4 по 16 сентября 1999 года в России была серия взрывов многоэтажных жилых домов (в Буйнакске, Москве и Волгодонске). В результате этих беспрецедентных терактов 307 человек погибли, более 1700 человек получили ранения различной степени тяжести или пострадали. Были также случаи обнаружения мешков с сыпучими веществами и предотвращения взрывов, в том числе привлёк внимание инцидент в Рязани.

## 2000—2008

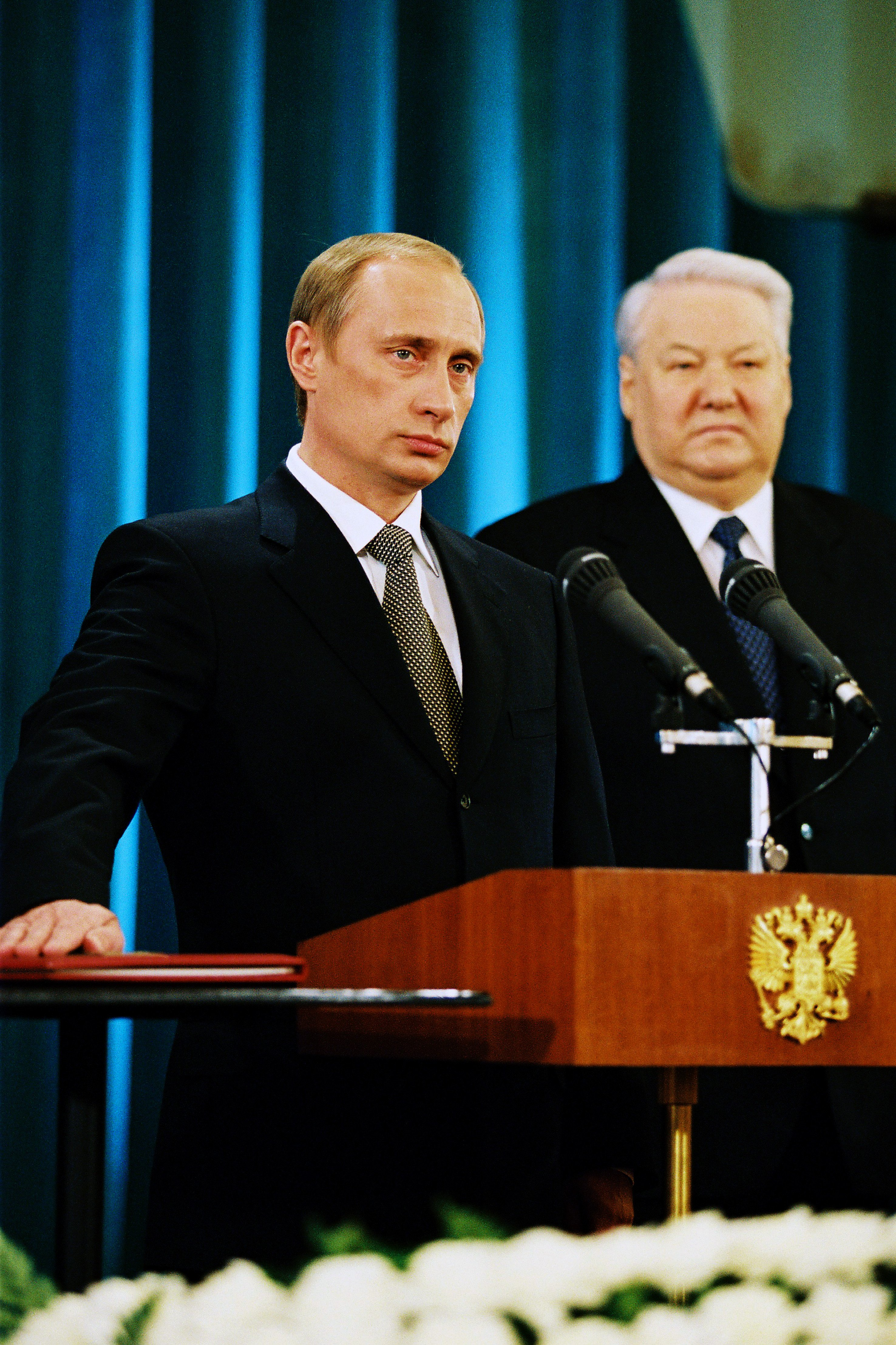
Инаугурация президента России Владимира Путина на первый срок
7 мая 2000 года

### Избрание
В. В. Путин выиграл прошедшие в марте 2000 года выборы и стал вторым президентом России

### Вторая чеченская кампания
В августе 1999 года произошло вторжение в Дагестан чеченских сепаратистов под командованием Шамиля Басаева. Федеральные войска при поддержке дагестанских ополченцев в ходе 1,5 месячных боёв выбили чеченских боевиков обратно в Чечню. В конце сентября федеральные войска начали военную операцию в Чечне. К марту 2000 года федеральные войска взяли Грозный и уничтожили основные группировки боевиков, взяв под контроль территорию Чечни. Вооружённый конфликт перешёл в повстанческую фазу.
С началом второй чеченской кампании федеральные силы делают ставку на «чеченизацию конфликта». На их сторону переходит муфтий Чечни Ахмат Кадыров, который был назначен главой Чечни. После его гибели в результате теракта, главой Чечни стал его сын Рамзан Кадыров.
В январе 2001 года Путин подписал указ «О мерах по борьбе с терроризмом на территории Северо-Кавказского региона Российской Федерации», постановив создать оперативный штаб по управлению контртеррористическими операциями на территории региона. Боестолкновения и теракты продолжались ещё несколько лет после разгрома основных сил боевиков, лишь после ликвидации лидеров боевиков: Хаттаба, Аслана Масхадова и Шамиля Басаева, ситуация на Северном Кавказе стабилизировалась.
Вторая чеченская война, также, как и первая, была негативно встречена СМИ стран Запада, и вызвала массированные обвинения российской стороны в бомбардировках мирных жителей, мародёрстве, и организации «концлагерей» (фильтрационные лагеря). Однако после терактов 11 сентября, и начала войны с террором, позиции Запада и России сблизились.

### Внутренняя политика
Первой крупной реформой в конституционно-политической системе страны было осуществлённое в августе 2000 года изменение порядка формирования Совета Федерации, в результате которого губернаторы и главы законодательной власти регионов, до того бывшие членами СФ по должности, были заменены назначенными представителями; последние должны работать в СФ на постоянной и профессиональной основе (при этом одного из них назначает губернатор, а второго — законодательный орган региона). В качестве некоторой компенсации утерянных губернаторами лоббистских возможностей был создан совещательный орган — Государственный совет.
Для кадровой политики при Путине было характерно назначение на ответственные посты многочисленных бывших соучеников Путина по университету, коллег по работе в КГБ («силовиков») и в Санкт-Петербурге в начале 1990-х годов — представителей «петербургской команды».
В 2001 году путём объединения партий «Единство» и «Отечество — Вся Россия» была создана новая «партия власти» — «Единая Россия». В декабре 2003 года по итогам выборов в Государственную думу «Единая Россия» получила большинство мест (при этом Борис Грызлов стал председателем Госдумы). Победив на выборах и приняв в свой состав большинство независимых депутатов, прошедших по одномандатным округам, всех депутатов от «Народной партии» и «перебежчиков» из других партий, «Единая Россия» получила большинство мест в Госдуме. Впоследствии «Единая Россия» всегда одерживала победу на выборах в Госдуму, получая либо простое большинство, либо конституционное большинство, что позволило ей при голосовании уверенно преодолевать сопротивление оппозиционных партий.

#### Борьба с «олигархами»
Сразу же после прихода к власти Путин начал бороться с политическим влиянием «олигархов».
13 февраля 2000 года медиа-магнат Владимир Гусинский был задержан в рамках расследования по обвинению в махинациях при приватизации 11 канала петербургского телевидения, который, по версии следствия, был куплен Гусинским за 5 тыс. долл. при реальной стоимости 10 млн долл. Через несколько дней дело было закрыто, а сам Владимир Гусинский эмигрировал в Испанию. В 2001 году медиа-холдинг Гусинского «Медиа—Мост» был ликвидирован. В марте 2001 года, в результате конфликта вокруг телекомпании НТВ, НТВ перешёл под контроль Газпром-медиа, то есть фактически под контроль государства. С этим эпизодом связывают начало «огосударствления» СМИ в России.
Борис Березовский ещё в 1998 году был обвинён в финансировании терроризма в связи с тем, что уплачивал выкуп чеченским сепаратистам за похищенных заложников. Позднее президент Чеченской Республики Рамзан Кадыров отмечал: «в Чечне всем было известно, что под видом уплаты выкупов происходило ничем не прикрытое финансирование главарей бандгруппировок». По заявлению российского политика Александра Лебедя, Борис Березовский «заработал на первой чеченской войне полтора миллиарда долларов».
В апреле 1999 года Генеральная прокуратура РФ начала дело о хищениях и незаконной предпринимательской деятельности, связанной с авиакомпанией «Аэрофлот» («дело Аэрофлота»). 6 апреля было вынесено постановление о заключении Бориса Березовского под стражу, однако, уже 14 апреля оно было отменено.
В сентябре 2000 года Березовский передал в управление 49 % акций телеканала ОРТ группе журналистов и представителей российской интеллигенции. В декабре 2000 года Борис Березовский эмигрировал в Лондон, не дожидаясь результатов расследования по «делу Аэрофлота». Тогда же он основал так называемый «Фонд гражданских свобод». 24 января 2002 года он был официально обвинён в финансировании терроризма.
В 2001 году Путин заявил: «мы решили вопрос о равноудалённости от власти представителей крупного капитала. Считаю влияние олигархов на процесс принятия политических решений недопустимым».
19 февраля 2003 года на встрече представителей крупного бизнеса с президентом России М. Ходорковский обвинил в коррупции государственную компанию «Роснефть», приведя в пример покупку небольшой нефтяной компании «Северная нефть» за баснословную по тем временам сумму $600 млн. В ответ Путин напомнил Ходорковскому, что «ЮКОС» имел проблемы с налогами (хотя и не уточнил какие) и поинтересовался, как нефтяная компания получила «сверхзапасы».
Одной из причин начавшегося разгрома компании называли недовольство Путина финансированием Ходорковским и другими акционерами «ЮКОСа» российских партий, оппозиционных действовавшей на тот момент власти — «Яблока», СПС, КПРФ.
В октябре 2003 года Ходорковский был арестован по обвинению в мошенничестве, и приговорён к тюремному заключению, в котором провёл 10 лет. Компания «ЮКОС» была ликвидирована, её активы перешли к государственной «Роснефти».

### Экономический рост
В 2000—2008 годах в экономике России отмечался значительный рост ВВП (в 2000 — 10 %, в 2001 — 5,7 %, в 2002 — 4,9 %, в 2003 — 7,3 %, в 2004 — 7,2 %, в 2005 — 6,4 %, в 2006 — 7,7 %, в 2007 — 8,1 %, в 2008 — 5,6 %), промышленного и сельскохозяйственного производства, строительства, реальных доходов населения. Происходило снижение численности населения, живущего ниже уровня бедности (с 29 % в 2000 году до 13 % в 2007). С 1999 по 2007 годы индекс производства обрабатывающих отраслей промышленности вырос на 77 %, в том числе производства машин и оборудования — на 91 %, текстильного и швейного производства — на 46 %, производства пищевых продуктов — на 64 %.
Средства, полученные в бюджет за счёт высоких цен на энергоносители, правительство использовало для погашения внешнего долга и создания стабилизационного фонда.
В 2000-е годы был проведён ряд социально-экономических реформ: налоговая, земельная, пенсионная, банковская, монетизация льгот, реформы трудовых отношений, электроэнергетики и железнодорожного транспорта. В это время в экономике РФ отмечается стабильный профицит бюджета, рост ВВП, промышленного и сельскохозяйственного производства, строительства, реальных доходов населения, а также снижение инфляции. Проведённые реформы, увеличение поступления иностранных инвестиций в Россию с 10 млрд долларов в 1999 году до 120 млрд долларов в 2007 и рост мировых цен на товары российского экспорта значительно способствовали улучшению состояния российской экономики.

### Второй президентский срок Путина
14 марта 2004 года Путин был переизбран президентом на второй срок
Через несколько дней после террористического акта в Беслане в сентябре 2004 года Путин объявил о намерении отменить выборы глав регионов, мотивировав этот шаг целью усиления борьбы с терроризмом. Согласно одному из опросов ВЦИОМ, это было осуществлено вопреки мнению 48 % опрошенных. Также был осуществлён переход к выборам депутатов Государственной думы исключительно по партийным спискам. Территориальное представительство в Государственной думе было упразднено, половина членов Совета Федерации стали назначаться губернаторами, в свою очередь, назначаемыми президентом.
В начале 2005 года во многих регионах прошли протесты против так называемой «монетизации льгот».
Весной 2005 года был принят закон о выборах в Госдуму исключительно по партийным спискам. Затем Госдума приняла поправки к федеральному законодательству, позволяющие партии, победившей на выборах в региональный парламент, предлагать президенту России свою кандидатуру на губернаторский пост. В подавляющем большинстве регионов это право принадлежало «Единой России». Массовый характер принял процесс вступления губернаторов в партию власти. На начало 2007 года членами партии являлись 70 из 86 руководителей российских регионов. Членами «Единой России» являлись также топ-менеджеры крупных промышленных предприятий, руководители государственных вузов и их структурных подразделений, высшие чиновники федеральных и региональных органов власти.
В сентябре 2005 года в России было начато осуществление «Национальных проектов» для разрешения наиболее злободневных социальных проблем в здравоохранении, образовании, жилищной политике и сельском хозяйстве. В 2006 году на эти программы было выделено 161 млрд рублей, в 2007 — 206 млрд.
В 2005 году Ходорковский был осуждён к 9 годам лишения свободы, с отбыванием наказания в колонии в Краснокаменске, Читинской области.
В феврале 2006 года заместителем руководителя администрации президента РФ Владиславом Сурковым была выдвинута концепция суверенной демократии, которая в интерпретации её автора заключается в том, что политика президента должна, в первую очередь, пользоваться поддержкой большинства населения в самой России; такая поддержка большинства и составляет главный принцип демократического общества.
23 апреля 2007 года Борис Ельцин скончался на 77-м году жизни от остановки сердца в Центральной клинической больнице. Похороны состоялись 25 апреля 2007 года. Указом Путина, изданным в день смерти Ельцина, в день похорон был объявлен национальный траур. Церемония транслировалась в прямом эфире основными российскими государственными телеканалами. Похоронен на Новодевичьем кладбище.
В декабре 2007 года Путин объявил о том, что на президентских выборах 2008 года поддержит кандидатуру Дмитрия Медведева.

### Оценки периода
По мнению британского историка, заведующего кафедрой международных отношений Билькентского университета Нормана Стоуна, Путину «удалось вырвать Россию из исторической тенденции, которая при её продолжении могла привести к распаду России как государства».
В январе 2010 года австралийский либеральный политик Кэмерон Росс назвал Путина лучшим лидером России со времён Петра I, отметив ряд достижений в период его президентства. Журналист Марк Симпсон в «The Guardian» писал, что Путин возродил российское государство и российскую мощь и не боится отстаивать российские интересы.
В 2007 году американский журнал Time назвал Путина человеком года, отмечая его лидерство и стремление к стабильности в России.

## 2008—2012

### Избрание

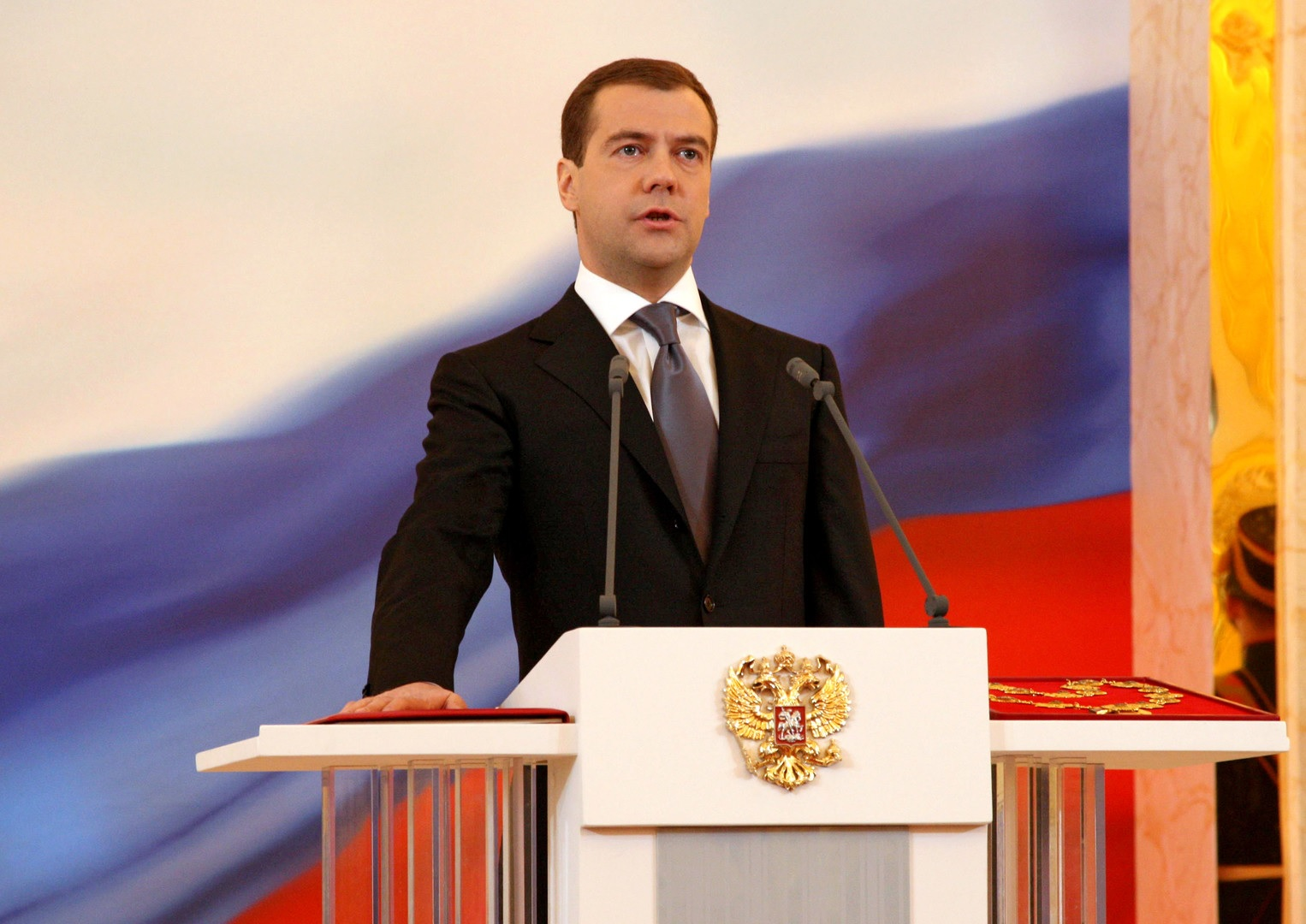
Инаугурация Дмитрия Медведева на пост президента РФ

10 декабря 2007 года Дмитрий Медведев был выдвинут кандидатом в Президенты Российской Федерации от партии «Единая Россия» как преемник Владимира Путина. Кандидатуру Медведева в этот же день поддержали партии «Справедливая Россия», Аграрная партия России и партия «Гражданская сила».
Медведев пообещал назначить действующего президента Владимира Путина на пост премьер-министра.
2 марта 2008 года прошли выборы Президента России, на которых, набрав 70 % голосов, Дмитрий Медведев одержал победу.
На следующий день после инаугурации 7 мая 2008 года Медведев назначает Путина председателем правительства России. Складывается т. н. «тандем» Медведева и Путина.

### Война в Грузии
С 2004 года начал разворачиваться грузино-российский конфликт и сопутствующие ему грузино-абхазский и грузино-осетинский конфликты.
Вечером 7 августа 2008 года грузинская и югоосетинская стороны конфликта обвинили друг друга в нарушении условий перемирия. Активные боевые действия начались в ночь с 7 на 8 августа, когда Грузия подвергла массированному артобстрелу столицу Южной Осетии, после чего предприняла попытку захвата Южной Осетии. Утром 8 августа Президент Грузии Михаил Саакашвили в телеобращении заявил об «освобождении» силовыми структурами Грузии Цинагарского и Знаурского районов, сёл Дмениси, Громи и Хетагурово, а также большей части Цхинвали, и обвинил Россию в бомбардировке территории Грузии, назвав это «классической международной агрессией»; в Грузии была объявлена всеобщая мобилизация.
Днём 8 августа президент России объявил о начале «операции по принуждению к миру» в зоне конфликта. В регион были введены значительные российские силы. В течение нескольких суток российские войска совместно с юго-осетинскими вооружёнными формированиями вытеснили грузинские войска из Южной Осетии, а также во взаимодействии с абхазскими силами — из Кодорского ущелья в Абхазии, временно заняв ряд прилегающих к конфликтным зонам районов Грузии.
9 августа Президент Медведев заявил, что российские миротворцы и приданные им части осуществляют операцию по понуждению грузинской стороны к миру.
Боевые действия продолжались до 12 августа включительно. С 14 по 16 августа президентами Абхазии, Южной Осетии, Грузии и России был подписан план мирного урегулирования конфликта. Пятидневная война имела значительные геополитические, экономические и иные последствия. Так, 26 августа Россия официально признала Южную Осетию и Абхазию в качестве независимых государств. 2 сентября Грузия разорвала дипломатические отношения с Россией. Затормозился процесс вступления Грузии в НАТО.

### Поправки 2008 года к Конституции
11 ноября 2008 года Президент Медведев, в соответствии со статьёй 134 Конституции Российской Федерации и статьёй 3 Федерального закона «О порядке принятия и вступления в силу поправок к Конституции Российской Федерации», внёс в Госдуму проекты законов о поправках к Конституции РФ: «Об изменении срока полномочий Президента Российской Федерации и Государственной Думы» и «О контрольных полномочиях Государственной Думы в отношении Правительства Российской Федерации».
30 декабря 2008 года Закон о поправках был подписан Медведевым и вступил в силу на следующий день.
Срок президентских полномочий был увеличен с 4 до 6 лет, Госдумы — с 4 до 5 лет.

### Финансово-экономический кризис 2008—2010 годов
Разразившийся мировой экономический кризис не обошёл стороной и Россию. По оценке Всемирного банка, российский кризис 2008 года «начался как кризис частного сектора, спровоцированный чрезмерными заимствованиями частного сектора в условиях глубокого тройного шока: со стороны условий внешней торговли, оттока капитала и ужесточения условий внешних заимствований». Произошёл обвал на фондовом рынке России, девальвация рубля, снижение промышленного производства, ВВП, доходов населения, а также рост безработицы. Антикризисные меры правительства потребовали значительных трат. По состоянию на 1 июля 2009 года международные резервы Центрального банка составляли $412,6 млрд. По сравнению с 1 июля 2008 года, когда объём международных резервов России составлял $569 млрд, этот показатель снизился на 27,5 %. В мае 2009 года ВВП России снизился на 11 % по отношению к аналогичному месяцу прошлого года. Экспорт за этот месяц упал по сравнению с маем 2008 на 45 %, составив $23,4 млрд; импорт снизился на 44,6 % до $13,6 млрд. Сальдо торгового баланса уменьшилось в 1,8 раза. Во второй половине 2009 года экономический спад был преодолён, в III и IV кварталах этого года рост ВВП России с учётом сезонности составил 1,1 % и 1,9 % соответственно. По итогам 2009 года ВВП России упал на 7,9 %.
В марте 2010 года в докладе Всемирного банка отмечалось, что потери экономики России оказались меньше, чем это ожидалось в начале кризиса. По мнению Всемирного банка, отчасти это произошло благодаря масштабным антикризисным мерам, которые предприняло правительство.

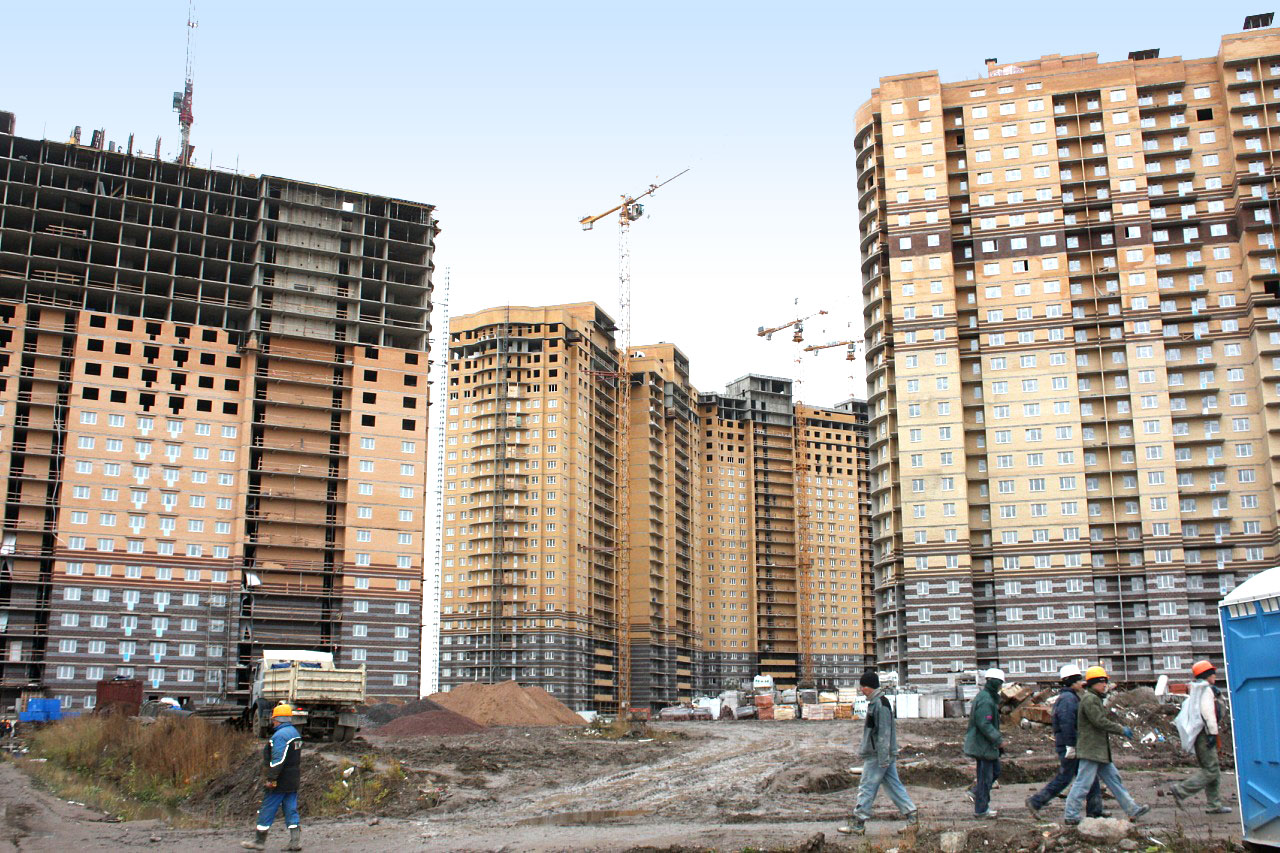
Строительство жилого комплекса «Северная долина» в Санкт-Петербурге, 2010 год

По итогам первого квартала 2010 года, по темпам роста ВВП (2,9 %) и роста промышленного производства (5,8 %) Россия вышла на 2-е место среди стран «Большой восьмёрки», уступив только Японии. По итогам 2010 года рост ВВП России составил 4,5 %. Россия вышла на 6-е место среди стран мира по объёму ВВП по ППС.
Рост ВВП России в 2011 году составил 4,3 %, темпы роста не изменились по сравнению с предыдущим годом. По итогам 2011 года инвестиции в России достигли рекордного за последние 20 лет уровня в 370 млрд долларов за год. Таким образом каждый день в экономику России инвестируется более 1 миллиарда долларов. Темпы инфляции опустились до рекордно низкого уровня со времён распада СССР, за 2011 год индекс цен вырос только на 6,6 %. К концу 2011 года ВВП России превысил докризисный показатель 2008 года.

### Последние годы президентства Медведева
В 2010 г. президент Д. А. Медведев объявил о реформе МВД, ключевым пунктом которой должно стать сокращение численности сотрудников органов внутренних дел на 20 процентов, расширение прав задерживаемых и финансирование из местного бюджета. Новый закон ужесточил требования к приёму на работу в систему МВД, избавил министерство от ряда несвойственных ему функций. Закон о полиции предполагал осуществление широкой переаттестации, которую должен был пройти весь личный состав, при этом значительно была увеличена зарплата сотрудников. В том же 2010 году был создан Следственный комитет РФ, который вышел из подчинения прокуратуры. Милиция была переименована в полицию 1 марта 2011 года.
Началась реализация реформы вооружённых сил, включающая в себя госпрограмму перевооружения армии на которую было выделено 20 триллионов рублей до 2020 года. В соответствии с планом реформирования ВС, к 2012 году численность армии уменьшилась с 1,2 миллионов военнослужащих до миллиона, из которых 220 тысяч составляют офицеры. В структуре вооружённых сил появились войска военно-космической обороны. Кроме того, в рамках реформы шесть военных округов были преобразованы в четыре объединённых стратегических командования (ОСК) — Западный, Восточный, Центральный и Южный.
Был принят закон о возвращении прямых выборов губернаторов субъектов федерации. 25 апреля 2012 года Государственной думой был принят федеральный закон, предусматривающий возвращение прямых выборов глав регионов. Однако в отличие от системы, существовавшей до 2005 года, перед народным голосованием кандидаты должны были пройти «президентский фильтр».
Осенью 2011 года на съезде партии «Единая Россия» было принято решение, что на новый президентский срок будет баллотироваться Владимир Путин, а Дмитрий Медведев в случае его победы займет кресло премьер-министра.

### Массовые протесты 2011—2013 годов

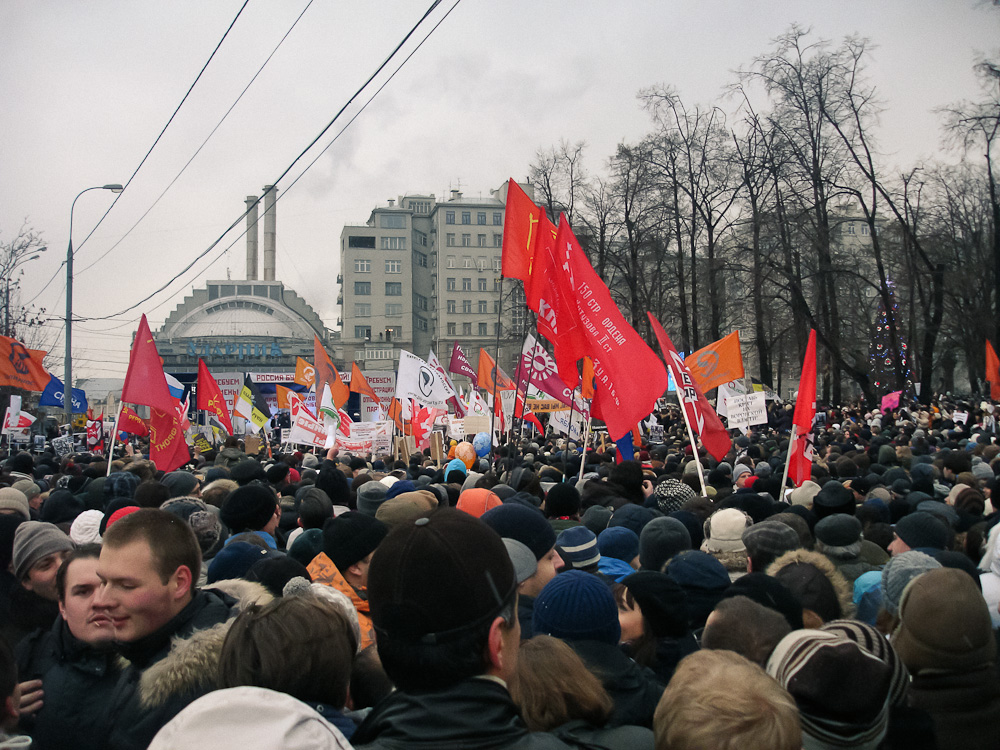
Митинг протеста против фальсификации выборов на Болотной площади в Москве 10 декабря 2011 г.

4 декабря 2011 года прошли выборы в Государственную Думу РФ. По официальным данным партия «Единая Россия» набрала 49,32 %, КПРФ — 19,19 %, «Справедливая Россия» — 13,24 %, ЛДПР — 11,67 % и т. д. Однако после оглашения результатов выборов начались обвинения в адрес ЦИК в том, что эти результаты были сфальсифицированы, что привело к протестному движению.
Массовые протестные акции продолжались во время кампании по выборам президента России и после состоявшихся 4 марта 2012 года президентских выборов, на которых Путин победил в первом туре.
Организаторам и участникам протестов не удалось добиться поставленных целей:
- Результаты парламентских выборов декабря 2011 года не были пересмотрены. Результаты президентских выборов марта 2012 года, также не были пересмотрены. Владимир Путин вновь стал президентом России (в 3-й раз), а бывший президент Дмитрий Медведев занял место председателя правительства, произошла т. н. «рокировка». С учётом поправок в конституцию, увеличивших срок президентства с 4 до 6 лет, Владимир Путин фактически получил возможность оставаться на посту президента до 2024 года;
- Несмотря на снижение порога для регистрации партий, многие оппозиционные объединения не были зарегистрированы по причине того, что Минюст регулярно выявлял у них «нарушения».
- Хотя выборы глав субъектов были возвращены, появились т. н. «президентский фильтр» и «муниципальный фильтр», фактически не позволяющие оппозиционным политикам стать главами субъектов;
- Многие лидеры протестов подверглись административному и уголовному преследованию по обвинению в организации беспорядков (Болотное дело).
- Созданный в октябре 2012 года Координационный совет российской оппозиции просуществовал год, не приняв никаких решений, и фактически самораспустился;
- Госдума существенно ужесточила административную ответственность за митинги. Увеличены штрафы, в качестве наказания за нарушения введены обязательные работы. Введен запрет находиться на митингах в масках. Введен запрет организовывать «массовое одновременное пребывание граждан в общественных местах», если оно грозит нарушением общественного порядка. Ужесточены правила проведения одиночных пикетов. Запрещено организовывать митинги гражданам, имеющим непогашенную судимость за преступления против государства и общественной безопасности, либо два раза и более привлекавшимся к административной ответственности за нарушения при проведении публичных акций. Введено понятие «специально отведенного места для массового присутствия граждан для публичного выражения общественного мнения по поводу актуальных проблем». Суд получил право признавать несколько пикетов, объединённых темой, массовым мероприятием.

## 2012—2018

### Возвращение Путина на пост президента

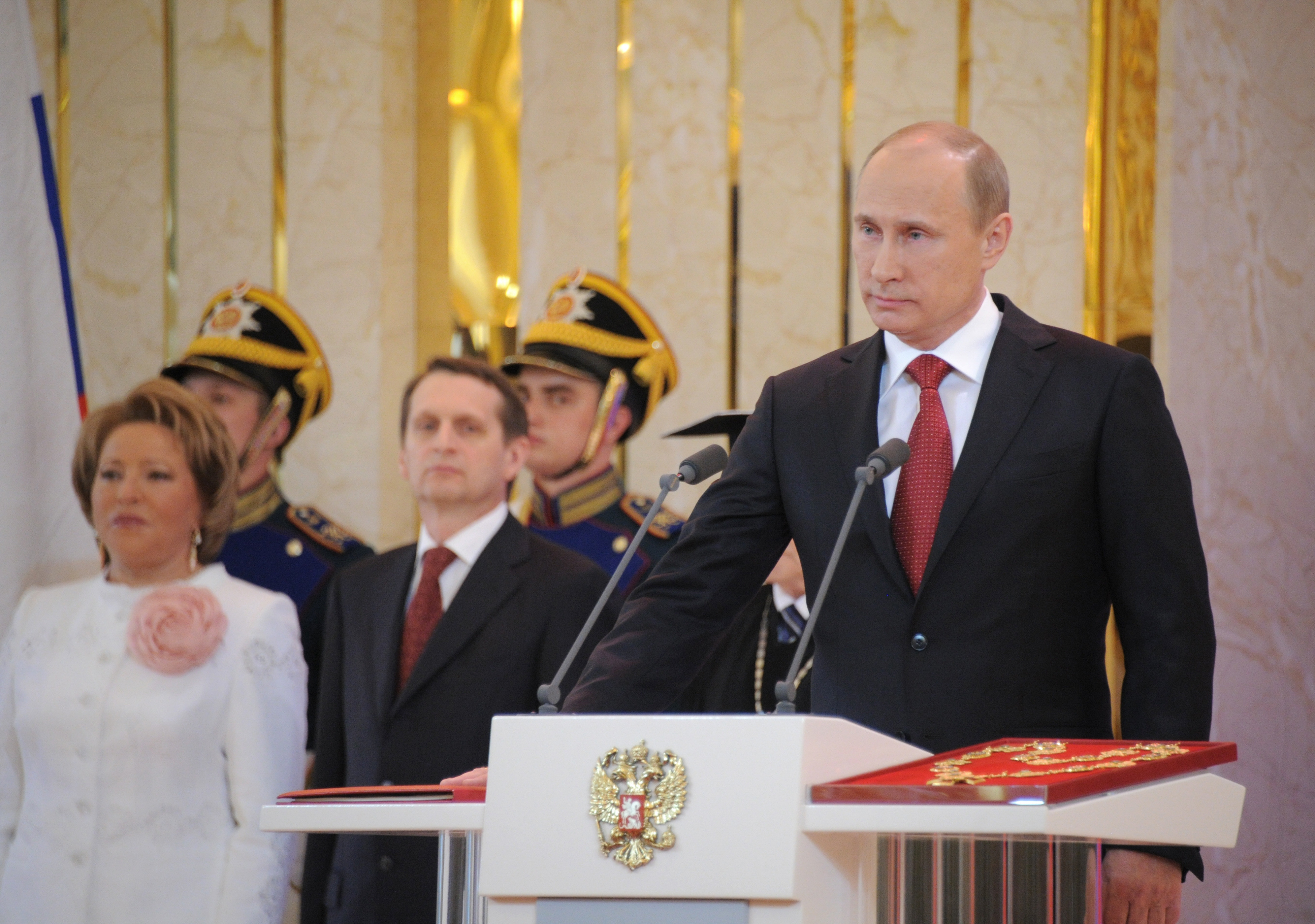
Инаугурация президента России Владимира Путина на третий срок 7 мая 2012 года

Динамика роста ВВП (ППС) России.
Источник: Всемирный банк

4 марта 2012 года президентом России в третий раз был избран в 63,60 % голосов Путин (до 2018 года). Он вступил в должность 7 мая 2012 года. Председателем Правительства Российской Федерации стал Д. А. Медведев.
В августе 2012 года завершился процесс вступления России в ВТО.

### Олимпиада в Сочи
В феврале 2014 года в Сочи прошли первые в России Зимние Олимпийские игры. На проведение олимпиады было потрачено около 1 триллиона рублей. К Олимпиаде было возведено несколько спортивных арен, олимпийская деревня, была значительно модернизирована инфраструктура. Олимпийские игры были признаны успешными, сборная России победила в неофициальном медальном зачёте. В марте 2014 года на тех же аренах прошли Паралимпийские игры. В октябре 2014 года в Олимпийском парке на построенной трассе Сочи Автодром впервые в России прошли гонки Формула-1. В 2017—2018 годах на главном стадионе Олимпиады Фишт прошли футбольные матчи Кубка Конфедераций и Чемпионатами мира по футболу.

### Аннексия Крыма

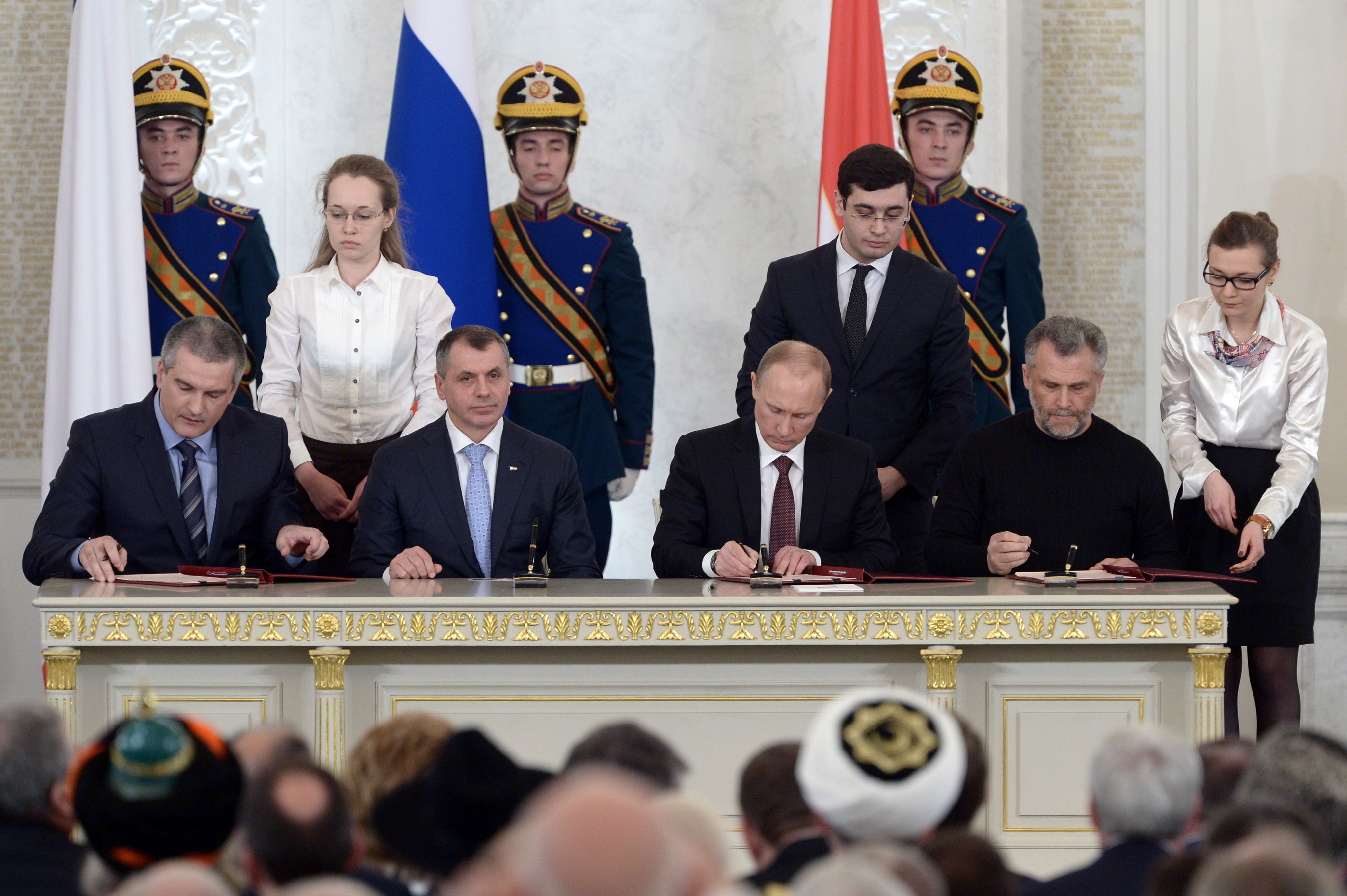
Подписание договора о вхождении Крыма в состав России. 18 марта 2014

В 2014 году российский президент Путин не принял произошедший в Украине Евромайдан. В феврале — марте 2014 года Россия, под предлогом «защиты» русскоязычного населения, захватила и аннексировала украинские Крым и Севастополь. Этому событию предшествовал возникший в Киеве вакуум власти.
В связи с аннексией Крыма и последовавшей далее войной на востоке Украины, ряд западных стран применили в отношении России ограничительные политические и экономические меры. О последствиях санкций отдельные политики дали разные оценки. Так, 27 апреля 2015 года Владимир Путин на заседании Совета законодателей в Санкт-Петербурге заявил, что российская экономика из-за санкций недополучила $160 млрд. В ответ на западные санкции российское правительство ввело запрет на импорт продовольствия из стран ЕС.

### Экономический кризис
В декабре 2014 года, после обвального падения курса рубля по отношению к доллару США и евро, в России начался финансово-экономический кризис. Это было вызвано резким спадом мировых цен на энергоресурсы, продажа которых составляет значительную часть в доходах бюджета России, а также введением экономических санкций в отношении России в связи с событиями в Крыму и на востоке Украины. За первое полугодие 2015 года снижение ВВП составило 3,5 %. По причине девальвации, падения фондового рынка из-за кризиса и санкций, российские компании по рыночной капитализации вернулись на 10 лет назад. В целом, за 2015 год снижение ВВП России составило 3,7 %. В октябре 2015 года средняя реальная зарплата в России сократилась на 10,9 %. Это стало рекордным с 1999 года падением реальных доходов россиян.
В 2017—2019 годах наблюдался рост ВВП, однако темпы роста оставались крайне низкими, 1-5 — 2 %, что в 2 раза ниже среднемировых показателей. С 1 января 2018 года был ликвидирован Резервный фонд, остатки средств в размере 1 трлн рублей были переведены в ФНБ. В апреле 2017 года реальные располагаемые денежные доходы населения России упали на 7,6 % по сравнению с апрелем 2016 года, достигнув таким образом уровня 2009 года.

### Военная операция в Сирии
В соответствии с заключённым 26 августа 2015 года соглашением между Россией и Сирией о размещении авиационной группы Вооружённых сил Российской Федерации на сирийской территории и по просьбе правительства Сирии Россия начала 30 сентября 2015 года военную операцию в Сирии. Российская авиация приступила к методичным бомбардировкам террористических группировок (ИГИЛ, Джебхат ан-Нусра) и сил, оппозиционных правительству Сирии. Поддержку российской авиации оказывал российский флот. К концу 2017 года Исламское государство в Сирии было разгромлено, сирийские правительственные силы освободили большую часть страны. Россия в свою очередь получила в безвозмездное пользование авиабазу Хмеймим и военно-морскую базу Тартус.

## 2018—2024

### Президентские выборы 2018 года
18 марта 2018 года Путин был избран президентом России на четвёртый срок, получив рекордные 76,69 % голосов.
7 мая 2018 года Владимир Путин в четвёртый раз вступил в должность президента России. Дмитрий Медведев остался председателем правительства.

### Чемпионат мира по футболу
В июне—июле 2018 года в России впервые прошёл Чемпионат мира по футболу. Чемпионат проходил в 11 городах России на 12 стадионах, большинство из которых были построены специально к чемпионату. Матчи чемпионата посетили более 3 миллионов человек. По оценкам организаторов турнира, России удалось заработать на чемпионате около 850 млрд рублей, что практически перекрыло затраты на него.

### Пенсионная реформа
В августе 2018 года Владимир Путин утвердил законопроект о повышении пенсионного возраста на 5 лет. Правительственное решение повысить пенсионный возраст стало беспрецедентным за почти 90 лет советской и постсоветской истории; как декларировалось, оно было вызвано снижением рождаемости и увеличением ожидаемой продолжительности жизни. Пенсионная реформа вызвала массовые протесты в стране, которые однако не смогли изменить ситуацию. Рейтинги одобрения президента и правительства снизились до уровня, наблюдавшегося до 2014 года.

### Эпидемия COVID-19

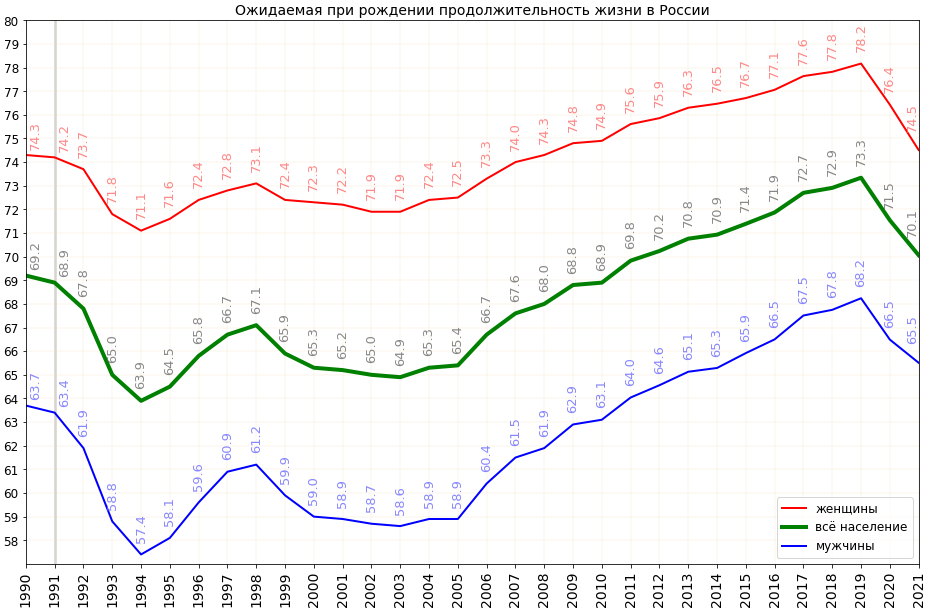
Ожидаемая продолжительность жизни в России, 1990—2020 годы

В марте 2020 года в России началась эпидемия COVID-19. К концу 2020 года количество заболевших превысило 3 000 000 человек, более 50 000 умерло. В результате эпидемии в стране был объявлен «режим самоизоляции». Были перенесены на неопределённый срок голосование по поправкам к конституции и празднование Дня Победы (впоследствии Парад Победы был назначен на 24 июня, а общероссийское голосование — на 1 июля). Пандемия и ставшее следствием этого резкое падение цен на энергоресурсы привели к экономическому кризису и серьёзному падению ВВП. С декабря 2020 года в России началась массовая вакцинация населения первой российской вакциной от коронавируса «Спутник V».

### Поправки 2020 года к Конституции
15 января 2020 года Владимир Путин в послании Федеральному собранию предложил внести значительные поправки в Конституцию России. В тот же день в отставку отправилось правительство Медведева; новым премьер-министром стал Михаил Мишустин, и несколько дней спустя было сформировано новое правительство. В марте поправки были утверждены парламентом и Конституционным судом, в числе прочего Владимир Путин получил право на обнуление своих президентских сроков после 2024 года. В результате общероссийского голосования 78 % проголосовавших одобрили изменения.

### Вторжение России на Украину
Несмотря на то, что с ноября 2021 до 24 февраля 2022 года российские высшие официальные лица последовательно опровергали появлявшиеся в СМИ многочисленные заявления и сообщения о готовящемся вторжении, Россия начала вторжение на Украину в ночь с 23 на 24 февраля 2022 года. Вторжению предшествовали кризис в отношениях между Россией и Украиной, длительное стягивание российских войск к украинской границе, а также дипломатическое признание Россией подконтрольных ей Донецкой Народной Республики (ДНР) и Луганской Народной Республики (ЛНР), произошедшее 21 февраля 2022 года.
24 февраля в 05:30 по московскому времени (04:30 по киевскому) в российский телеэфир вышло обращение президента России Путина о начале вторжения на Украину. Российские войска вошли на территорию Украины с материковой части России, а также с территорий Белоруссии и аннексированного Крыма. Ракетно-бомбовые удары были нанесены по украинской военной инфраструктуре, военной авиации, объектам ПВО, военным аэродромам. Одновременно вооружённые формирования ДНР и ЛНР начали боевые действия против Вооружённых сил Украины (ВСУ) по всей линии фронта в Донбассе и в ряде мест перешли в наступление.

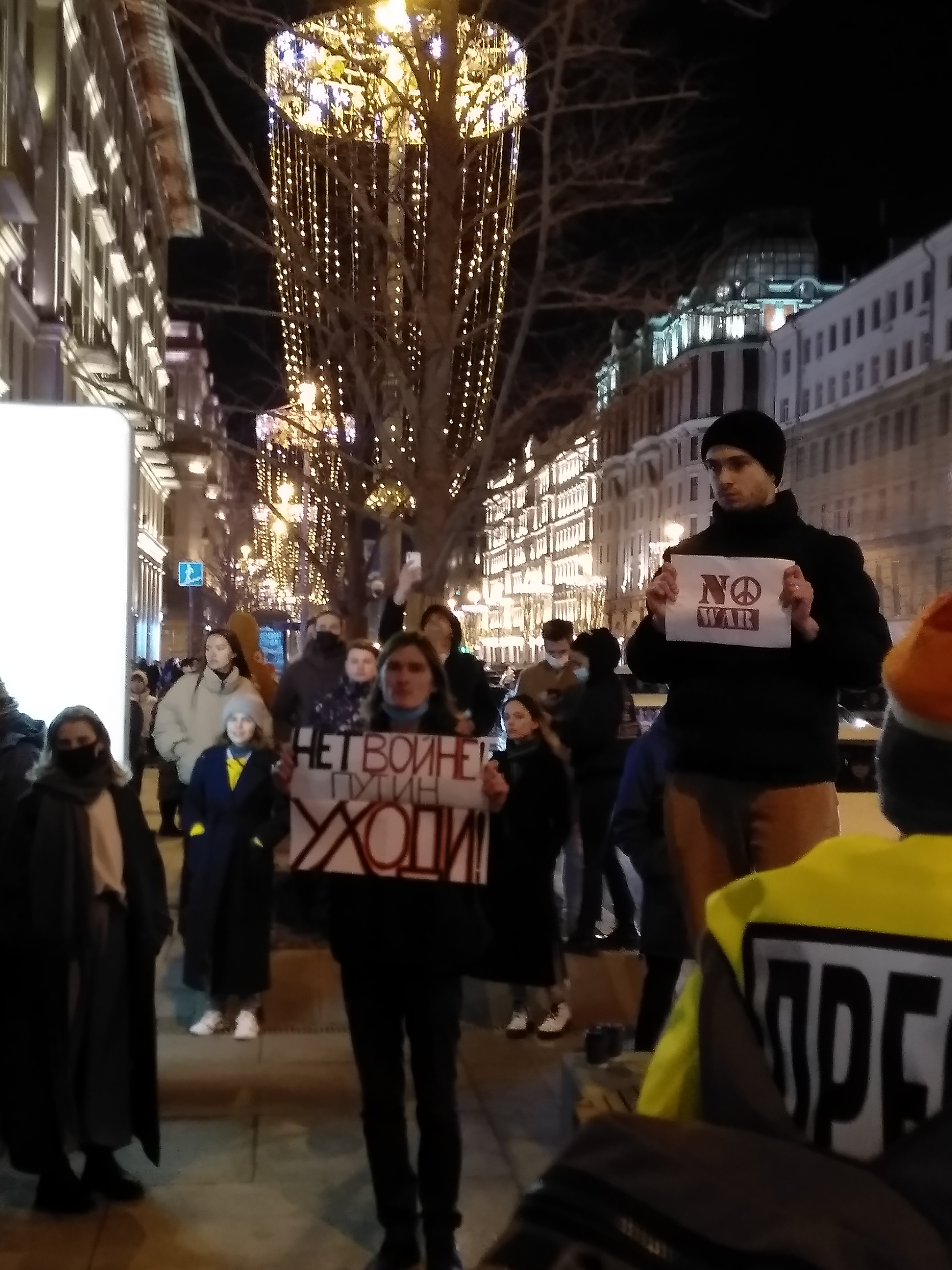
Протесты в Москве 24 февраля 2022 года

2 марта Генеральная Ассамблея ООН на чрезвычайной специальной сессии осудила действия России и призвала её вывести свои войска с территории Украины. За принятие резолюции проголосовало 141 государство, против — 5 (Белоруссия, КНДР, Россия, Сирия и Эритрея). Ещё 35 государств воздержались от голосования. Ряд стран ввёл жёсткие экономические санкции против России. Введённые ограничения затрагивают российские физические лица и организации, причастные к вооружённому конфликту, а также замораживают валютные резервы России и наносят урон отдельным отраслям российской экономики.
Протесты против вторжения России на Украину имели форму митингов, одиночных пикетов и других общественных акций как в самой, так и в ряде стран мира. Российские протесты были встречены жёсткими действиями со стороны правоохранительных органов страны. Власти России предприняли целый ряд мер по ограничению свободы слова.
После неудачи наступления на Киев и вывода российских войск из Житомирской, Киевской, Черниговской и Сумской областей в апреле 2022 года российские официальные лица и подконтрольные СМИ переформулировали цель вторжения на Украину, сфокусировавшись на «защите людей в Донбассе от геноцида». При этом, по мнению экспертов, реальной причиной вторжения был нерациональный империализм, а целью — русификация и уничтожение Украины как независимого государства с последующим включением её территории в состав РФ, что должно было восстановить славу России как империи.
21 сентября 2022 года, после успешного украинского контрнаступления в Харьковской области, президент России В. Путин объявил частичную мобилизацию. Это привело к массовой эмиграции россиян с целью избежать мобилизации. По официальным данным, только за первую неделю после объявления мобилизации территорию России покинули около 200 000 человек.
23—27 сентября 2022 года на оккупированных российскими войсками территориях Донецкой, Луганской, Херсонской и Запорожской областей Украины были спешно проведены фиктивные референдумы о присоединении к России, которые не были признаны мировым сообществом. После этого 30 сентября — 5 октября 2022 года была оформлена аннексия Россией этих территорий. 12 октября 2022 года Генеральная Ассамблея ООН осудила «организацию Российской Федерацией незаконных так называемых референдумов» и приняла резолюцию, поддерживающую территориальную целостность Украины.
9 ноября министр обороны Сергей Шойгу приказал российским войскам отступить с правобережья Херсонской области и восточной части Николаевской области. 11 ноября украинские войска освободили Херсон — единственный областной центр Украины, захваченный Россией в ходе полномасштабного вторжения.
25 декабря 2022 года Путин открыто признал, что цель России — «в объединении русского народа».

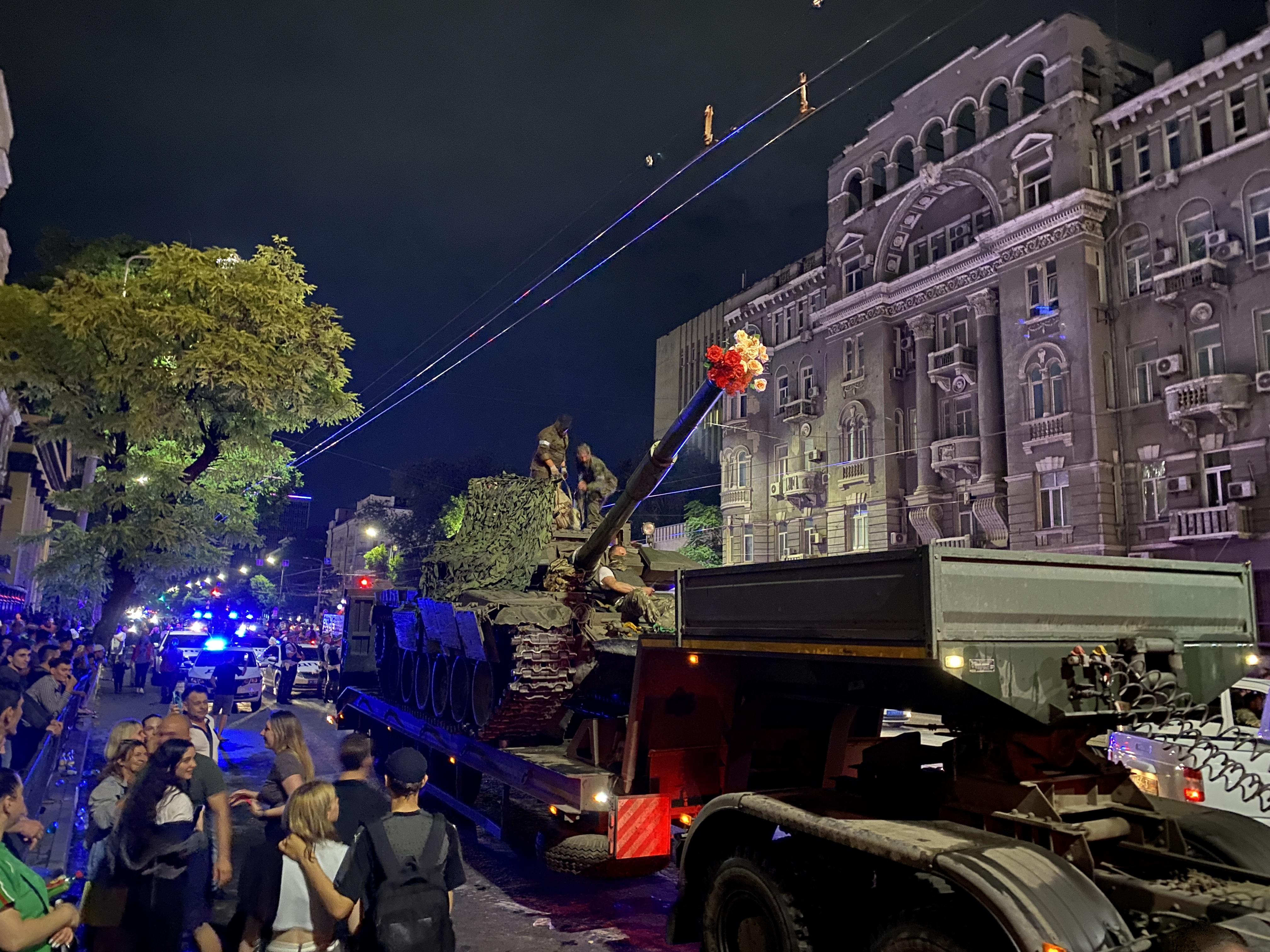
Танк «вагнеровцев» с цветами в пушке на Будённовском проспекте в Ростове-на-Дону

C 23 по 24 июня 2023 года произошёл мятеж ЧВК «Вагнер». «Вагнеровцы» взяли под контроль Ростов-на-Дону и начали движение в сторону Москвы, однако затем пришли к соглашению с российскими властями при посредничестве президента Белоруссии Александра Лукашенко.
В августе 2024 года Вооружённые силы Украины впервые совершили ответный переход международно признанной границы между двумя странами, на территорию Курской области.

## С 2024 года

### Президентские выборы 2024 года
С 15 по 17 марта 2024 года прошли восьмые президентские выборы, на них Владимир Путин был переизбран на новый срок: по официальным данным он набрал рекордные 87,3 % голосов в первом туре.
7 мая 2024 года Владимир Путин в пятый раз вступил в должность президента России. Михаил Мишустин остался председателем правительства России.